# Lijst van personen overleden in 1986
Dit is een lijst van personen die zijn overleden in 1986.

## Januari

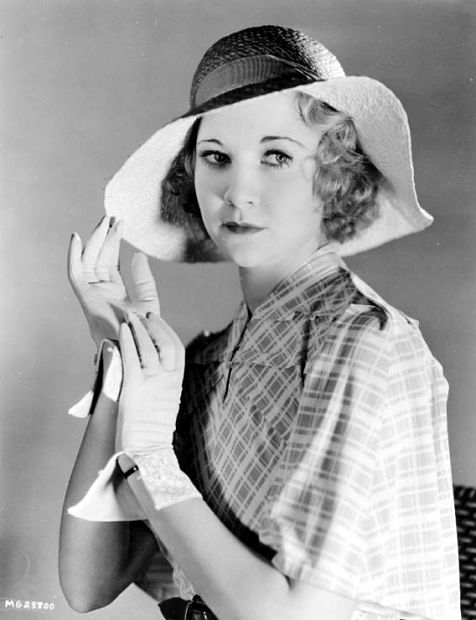
Una Merkel
2 januari

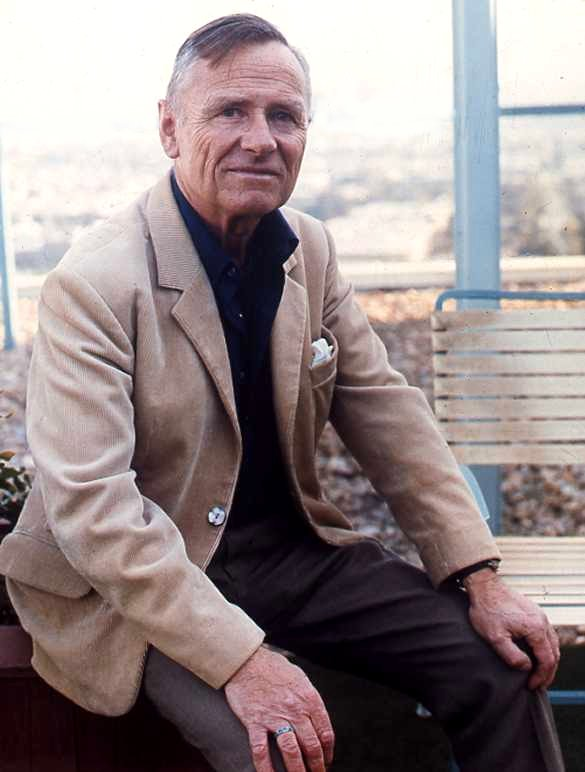
Christopher Isherwood
4 januari

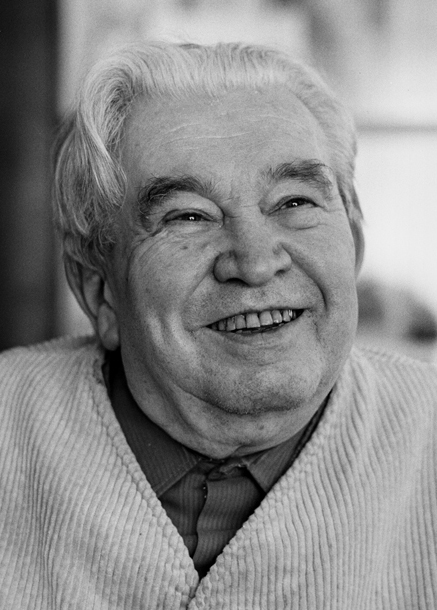
Jaroslav Seifert
10 januari

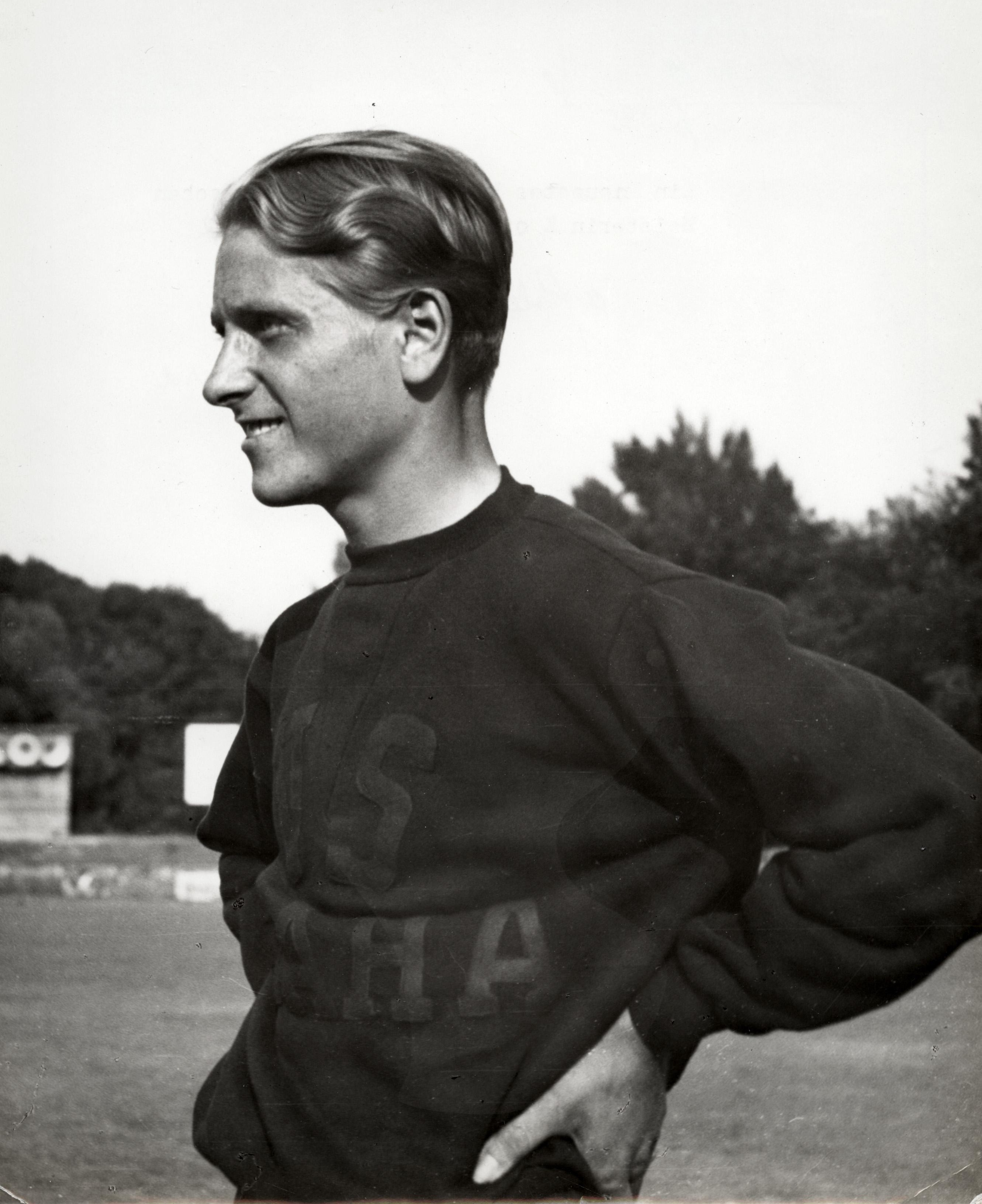
Zdeněk Koubek
12 januari

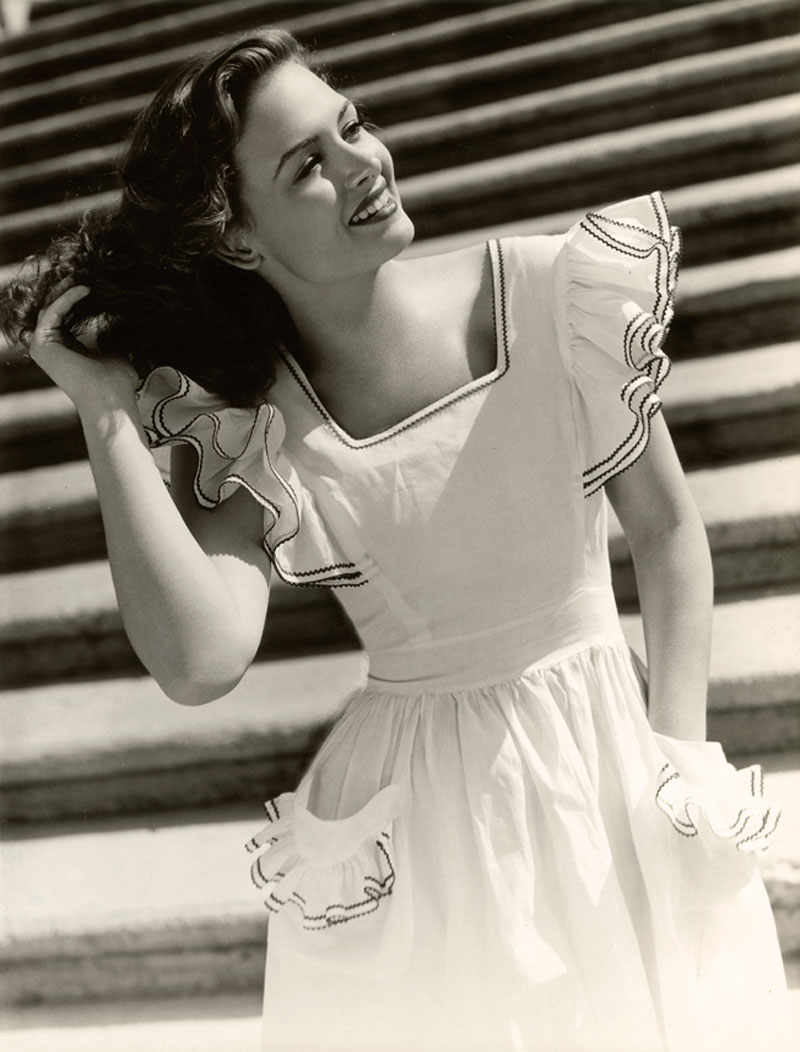
Donna Reed
14 januari

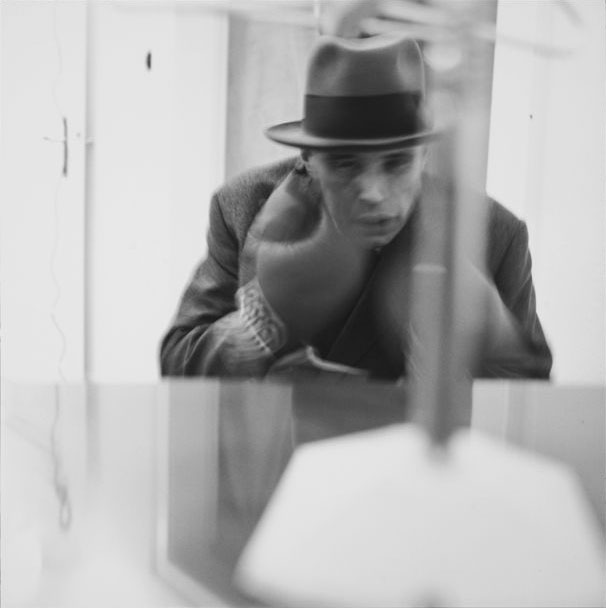
Joseph Beuys
23 januari

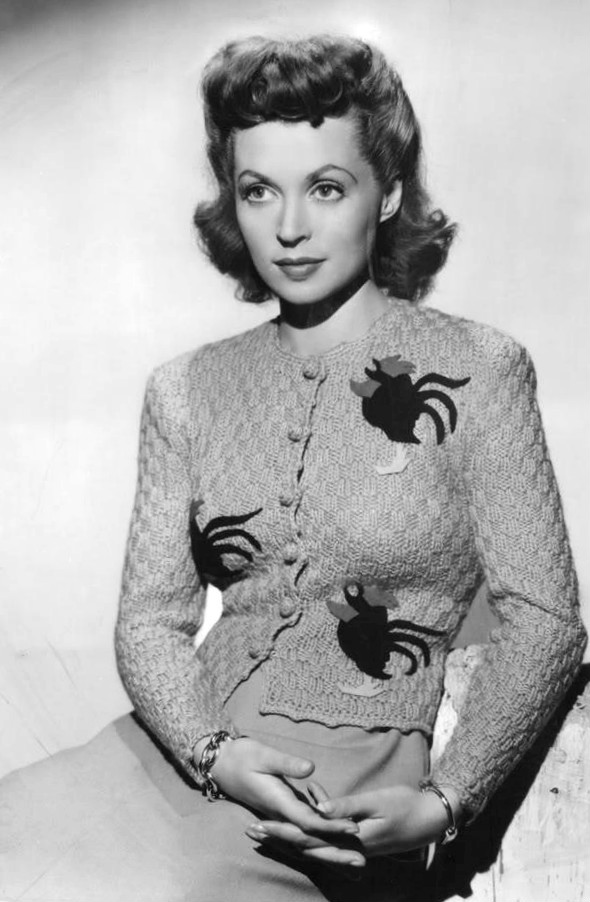
Lilli Palmer
27 januari

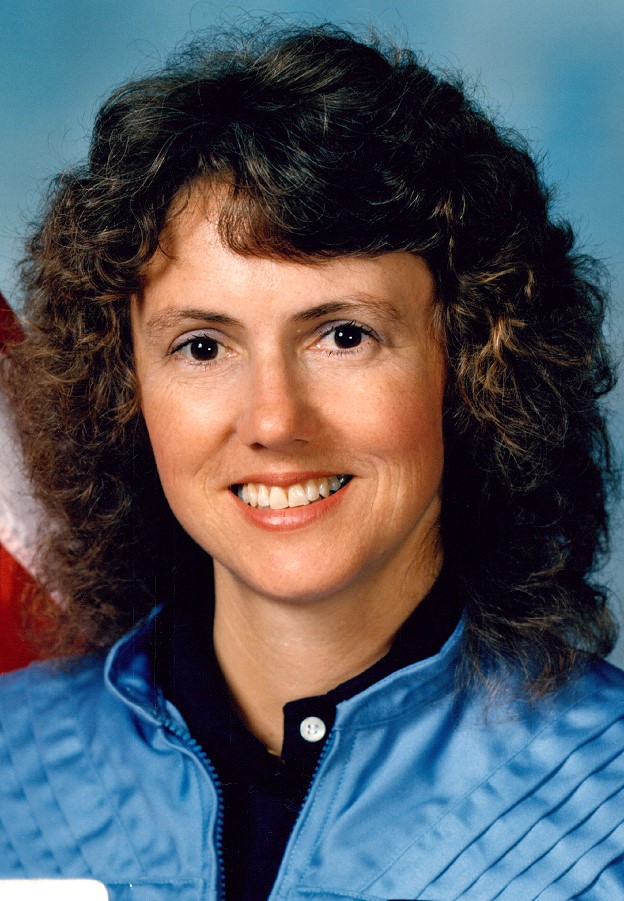
Christa McAuliffe
28 januari

| 1 | 2 | 3 | 4 | 5 | 6 | 7 | 8 | 9 | 10 | 11 | 12 | 13 | 14 | 15 | 16 | 17 | 18 | 19 | 20 | 21 | 22 | 23 | 24 | 25 | 26 | 27 | 28 | 29 | 30 | 31 |
| - | - | - | - | - | - | - | - | - | -- | -- | -- | -- | -- | -- | -- | -- | -- | -- | -- | -- | -- | -- | -- | -- | -- | -- | -- | -- | -- | -- |

### 1 januari
- Klaas van Nek (86), Nederlands wielrenner
- Henri de Wolf (47), Nederlands kunstschilder

### 2 januari
- Una Merkel (82), Amerikaans filmactrice

### 3 januari
- William Joseph Schinstine (63), Amerikaans componist

### 4 januari
- Jaap Hofland (61), Nederlands musicus en arrangeur
- Jan Huges (81), Nederlands roeier
- Christopher Isherwood (81), Brits-Amerikaans schrijver
- Phil Lynott (36), Brits bassist en zanger
- Alfred Schlemm (91), Duits generaal
- Frits Schutte (88), Nederlands zwemmer

### 5 januari
- Ilmari Salminen (83), Fins atleet
- Annie Verhulst (90), Nederlands toneelactrice

### 6 januari
- Jan Halle (82), Nederlands voetballer
- Fernand Oubradous (82), Frans componist

### 7 januari
- Cornelius Marten Mellema (74), Nederlands componist

### 8 januari
- Pierre Fournier (79), Frans cellist
- Juan Rulfo (68), Mexicaans schrijver

### 9 januari
- Michel de Certeau (60), Frans jezuïet en wetenschapper

### 10 januari
- Ernst Lehner (73), Duits voetballer en trainer
- Dirk Jan Pott (65), Nederlands burgemeester
- Jaroslav Seifert (84), Tsjechisch schrijver, dichter en journalist

### 11 januari
- Frans Gast (58), Nederlands beeldhouwer

### 12 januari
- Zdeněk Koubek (72), Tsjecho-Slowaaks atleet

### 13 januari
- Abdel Fattah Ismail (46), Zuid-Jemenitisch politicus

### 14 januari
- Daniel Balavoine (34), Frans zanger
- Walter Leblanc (53), Belgisch beeldend kunstenaar
- Donna Reed (64), Amerikaans actrice
- Thierry Sabine (36), Frans autocoureur en sportorganisator

### 15 januari
- Alfred Bestall (93), Brits illustrator en schrijver
- Knut Brynildsen (68), Noors voetballer

### 18 januari
- Etienne Caron (64), Nederlands kunstschilder

### 23 januari
- Joseph Beuys (64), Duits kunstenaar

### 24 januari
- L. Ron Hubbard (74), Amerikaans geestelijk leider

### 26 januari
- Kees Groeneveld (88), Nederlands beeldhouwer

### 27 januari
- Lilli Palmer (71), Duits actrice
- Louis van Son (63), Nederlands politicus

### 28 januari
- Gregory Jarvis (41), Amerikaans astronaut (omgekomen bij de ramp met de Challenger)
- Christa McAuliffe (37), Amerikaans lerares en astronaut
- Ronald McNair (35), Amerikaans astronaut
- Ellison Onizuka (39), Amerikaans astronaut
- Judith Resnik (36), Amerikaans ingenieur en astronaut
- Richard Scobee (46), Amerikaans astronaut
- Michael Smith (40), Amerikaans astronaut

### 30 januari
- Federico Ezquerra (77), Spaans wielrenner
- Ivan Papanin (91), Russisch poolonderzoeker
- Gusztáv Sebes (79), Hongaars voetballer en voetbaltrainer

### 31 januari
- Philip Jessup (89), Amerikaans diplomaat
- Arie van der Stel (91), Nederlands weg- en baanwielrenner
- Moderato Wisintainer (83), Braziliaans voetballer

## Februari

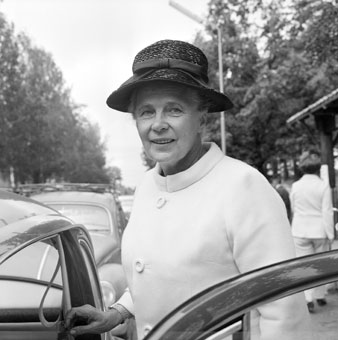
Alva Myrdal
1 februari

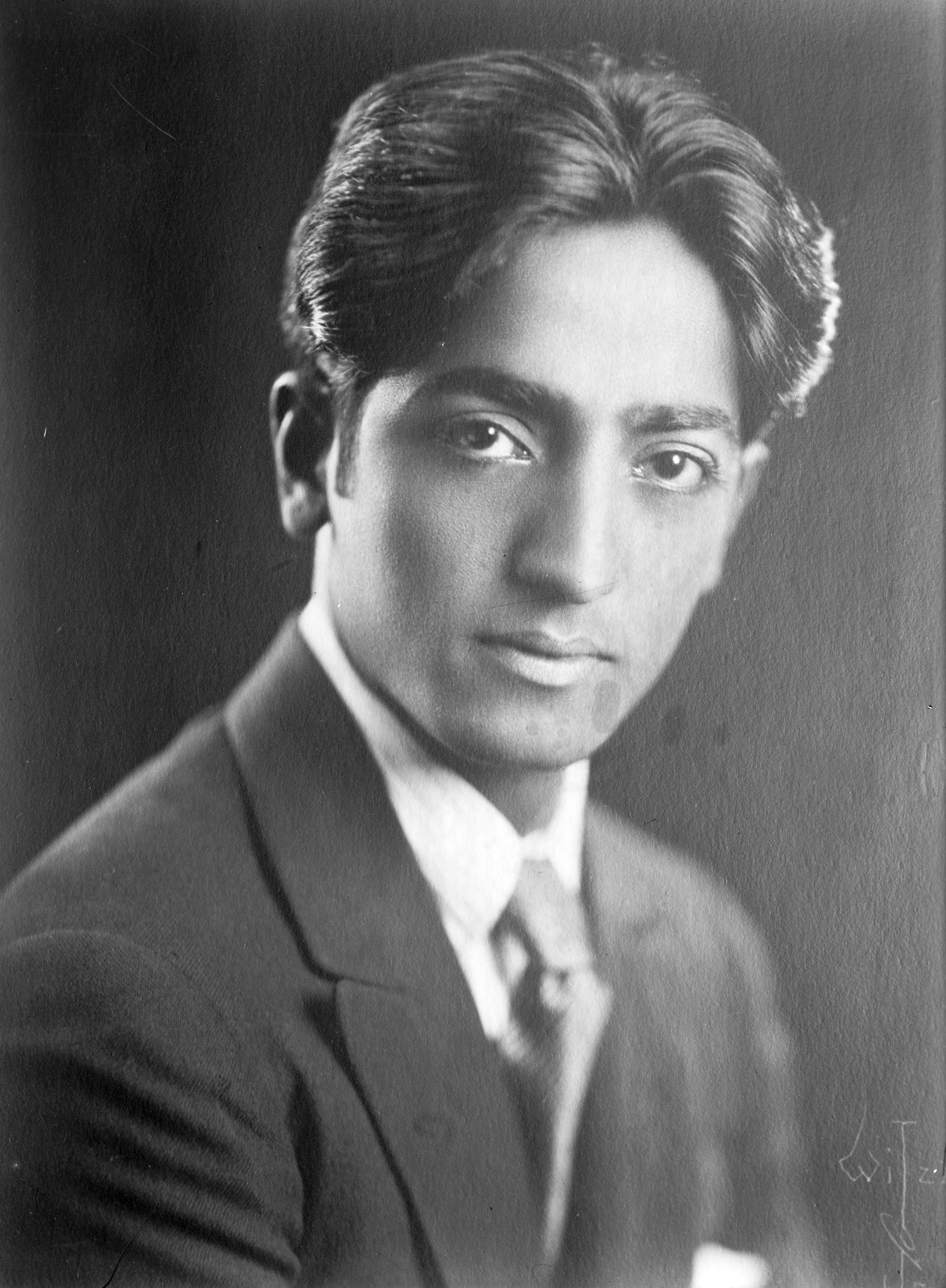
Jiddu Krishnamurti
17 februari

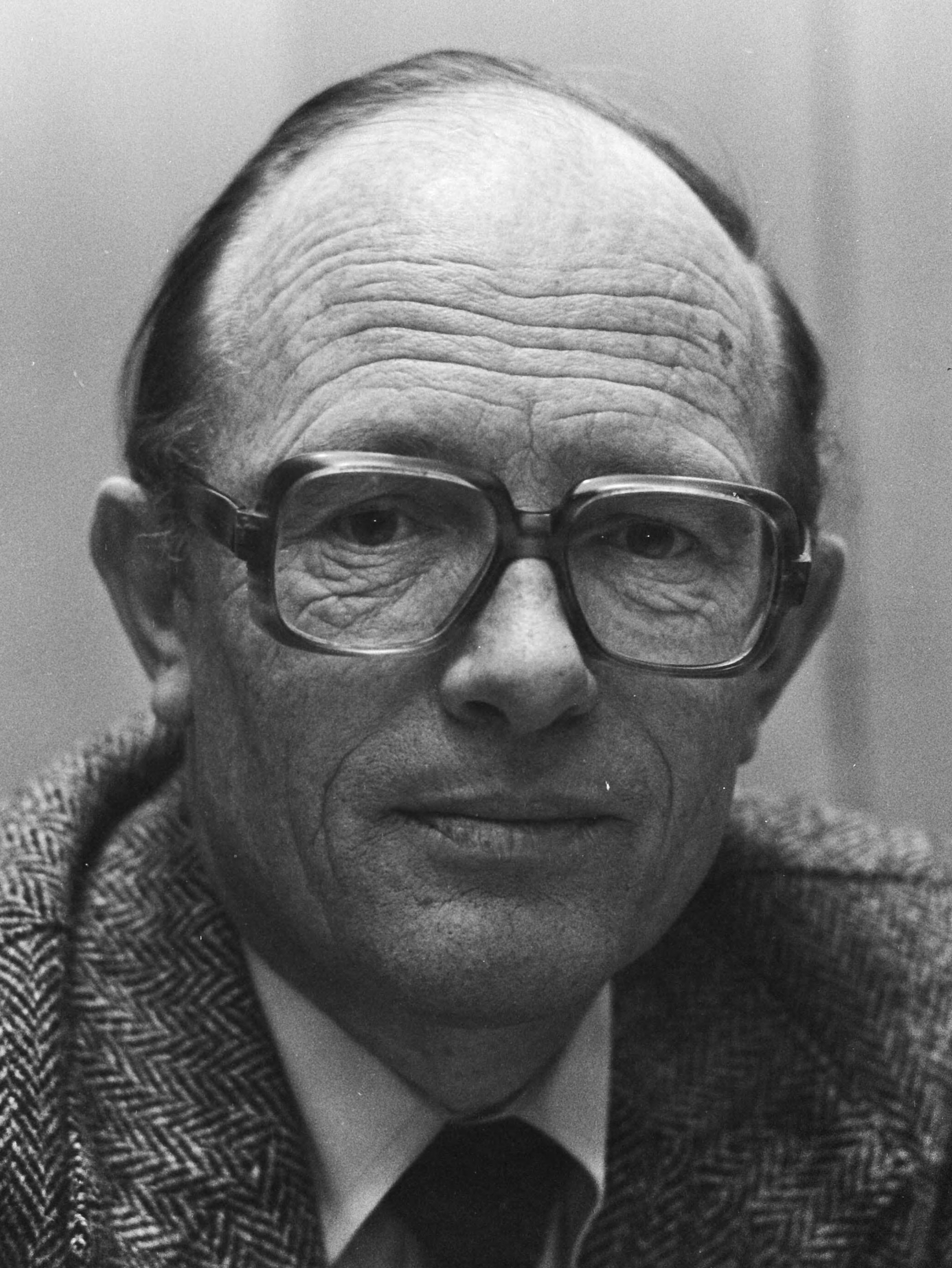
Koos Rietkerk
20 februari

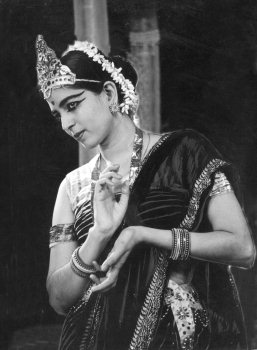
Rukmini Devi Arundale
24 februari

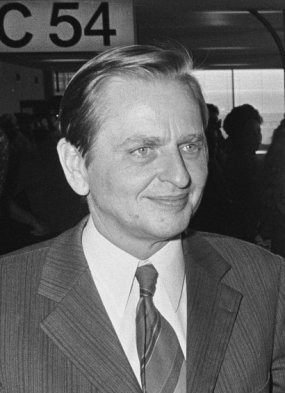
Olof Palme
28 februari

| 1 | 2 | 3 | 4 | 5 | 6 | 7 | 8 | 9 | 10 | 11 | 12 | 13 | 14 | 15 | 16 | 17 | 18 | 19 | 20 | 21 | 22 | 23 | 24 | 25 | 26 | 27 | 28 |
| - | - | - | - | - | - | - | - | - | -- | -- | -- | -- | -- | -- | -- | -- | -- | -- | -- | -- | -- | -- | -- | -- | -- | -- | -- |

### 1 februari
- Edmond Coppens (80), Belgisch politicus
- Alva Myrdal (84), Zweeds diplomate, politica en schrijfster

### 3 februari
- Narciso Ramos (85), Filipijns politicus en ambassadeur
- Bernard Van Hoeylandt (68), Belgisch politicus

### 5 februari
- Jean-Claude Bouvy (26), Belgisch-Congolees voetballer
- Derk-Elsko Bruins (62), Nederlands collaborateur
- Hendrik van Kleev (67), Nederlands componist
- Laurent Merchiers (81), Belgisch politicus, jurist en hoogleraar

### 6 februari
- Willard Cantrell (71), Amerikaans autocoureur
- Minoru Yamasaki (73), Amerikaans architect

### 7 februari
- Armand Preud'homme (81), Belgisch componist en organist
- Leslie Southwood (80), Brits roeier

### 10 februari
- Potsy Goacher (68), Amerikaans autocoureur

### 11 februari
- Frank Herbert (65), Amerikaans schrijver
- Evelio Javier (43), Filipijns politicus
- Aart van Rhijn (93), Nederlands politicus

### 14 februari
- Albert Hawke (85), 18e premier van West-Australië
- Edmund Rubbra (84), Brits componist, muziekpedagoog en pianist

### 15 februari
- Adolf Langer (84), Tsjechisch componist en dirigent

### 16 februari
- Howard Da Silva (76), Amerikaans acteur

### 17 februari
- Jiddu Krishnamurti (90), Indiaas spiritueel leraar
- Paul Stewart (77), Amerikaans acteur

### 18 februari
- Václav Smetáček (79), Tsjechisch componist, dirigent en filosoof

### 19 februari
- Ab van Bemmel (73), Nederlands bokser
- Adolfo Celi (63), Italiaans acteur
- André Leroi-Gourhan (74), Frans archeoloog
- Jo Ypma (77), Nederlands schrijfster

### 20 februari
- Koos Rietkerk (58), Nederlands politicus
- Sidney Wilson (74), Nederlands evangelist

### 21 februari
- Shigechiyo Izumi, vermeend oudste mens ter wereld

### 22 februari
- Philip J. Lang (74), Amerikaans componist
- Boris Sloetski (66), Russisch schrijver en dichter

### 23 februari
- Mathilde Boniface (74), Belgisch politica
- Herman Buyen (69), Nederlands schaatser en schaatscoach
- Matthieu Galey (51), Frans schrijver en criticus
- Jeen Nauta (59), Nederlands schaatser
- Mart Stam (86), Nederlands meubelontwerper en architect
- Hendrik Adriaan van Willigen (79), Nederlands burgemeester

### 24 februari
- Rukmini Devi Arundale (81), Indiaas politica en theosofe
- Tommy Douglas (81), Canadees predikant en politicus

### 28 februari
- Olof Palme (59), Zweeds politicus
- Tupãzinho, Braziliaans voetballer (overleden 1986)

## Maart

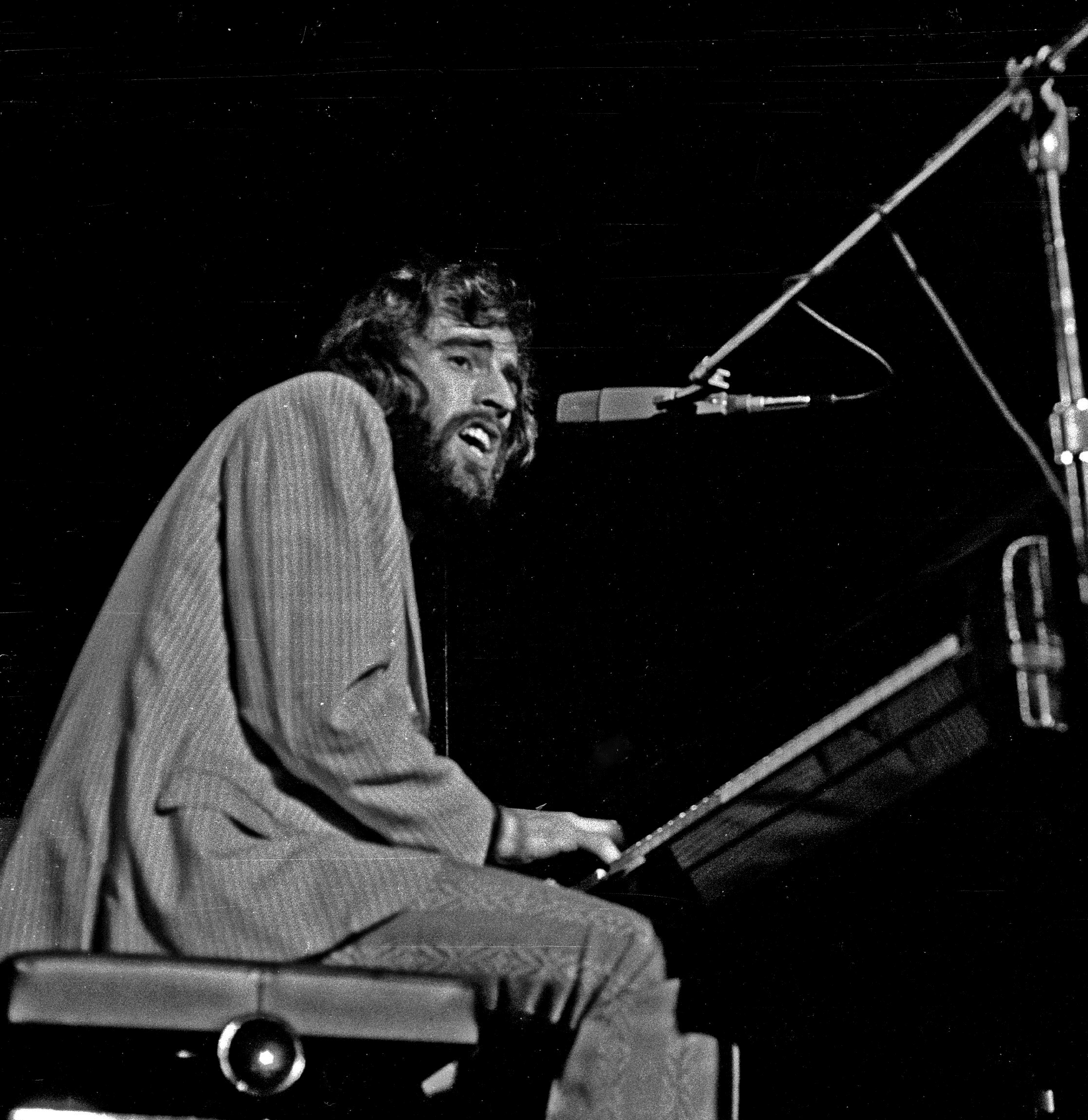
Richard Manuel
4 maart

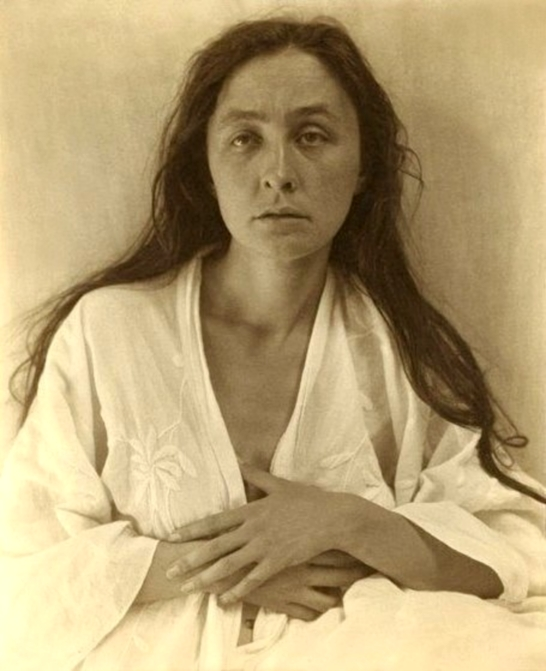
Georgia O'Keeffe
6 maart

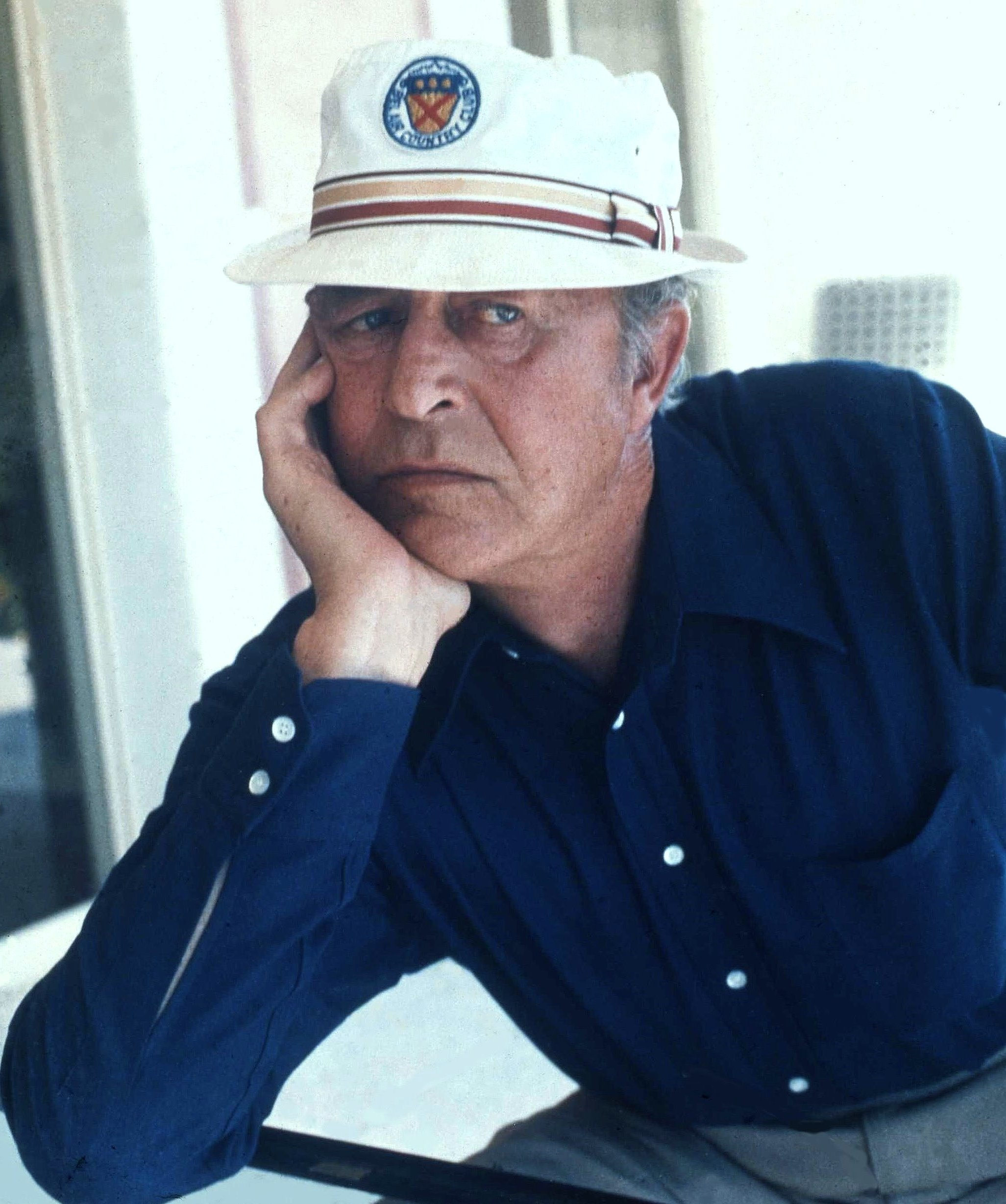
Ray Milland
10 maart

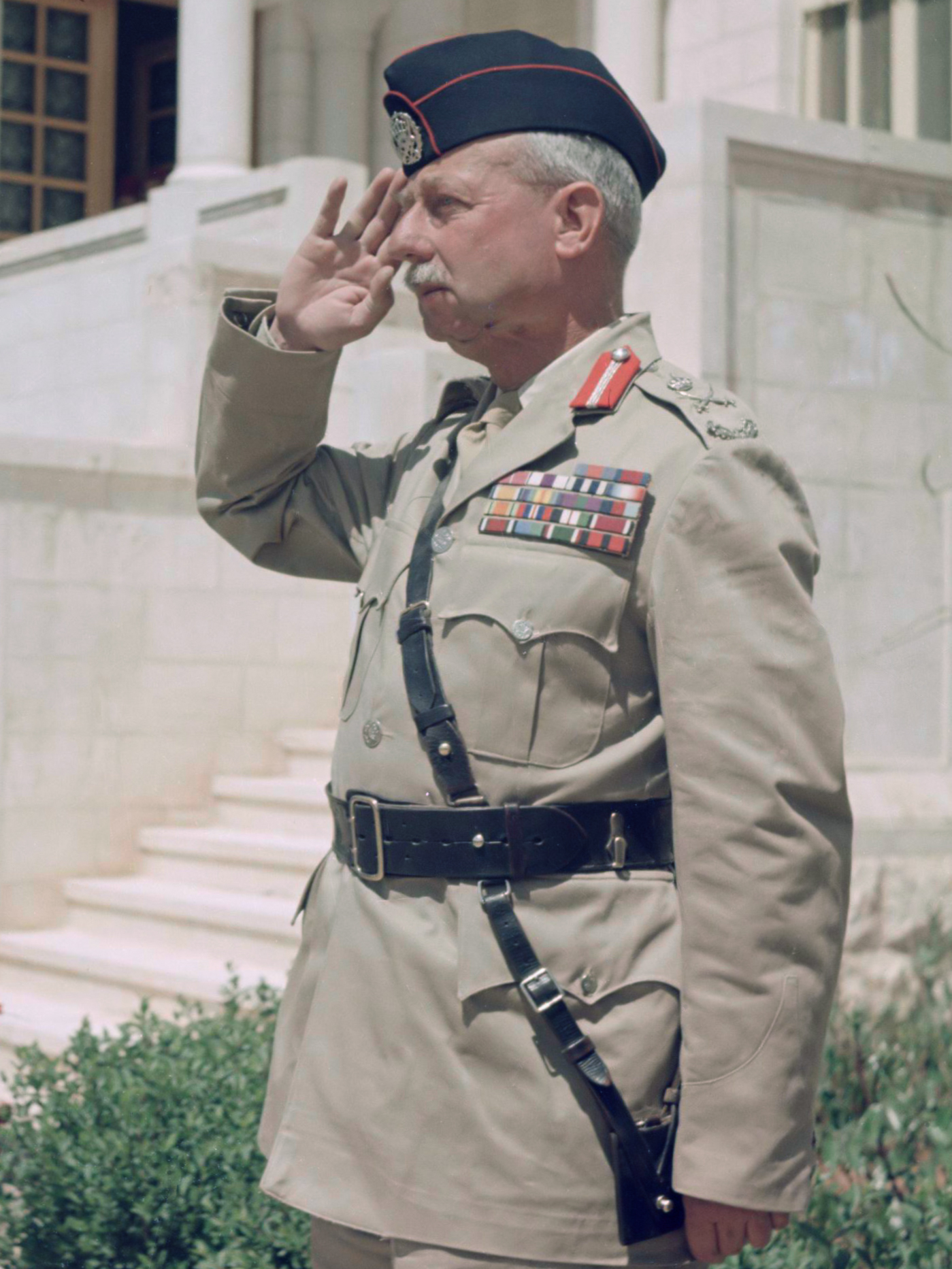
John Bagot Glubb
17 maart

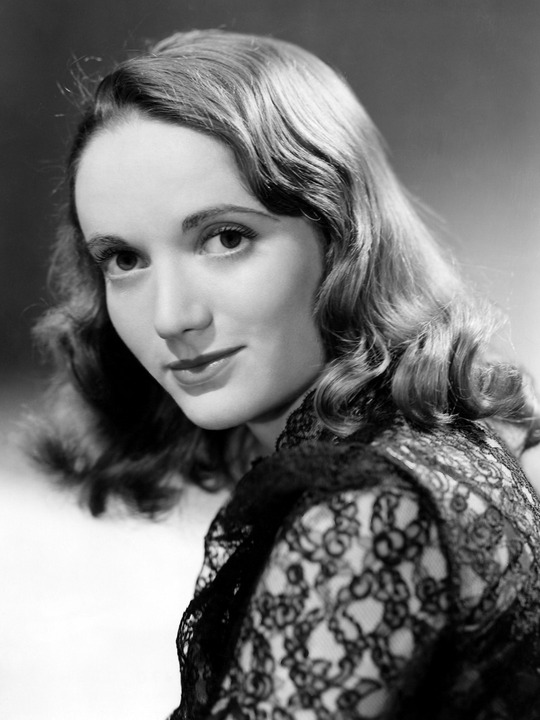
Olive Deering
22 maart

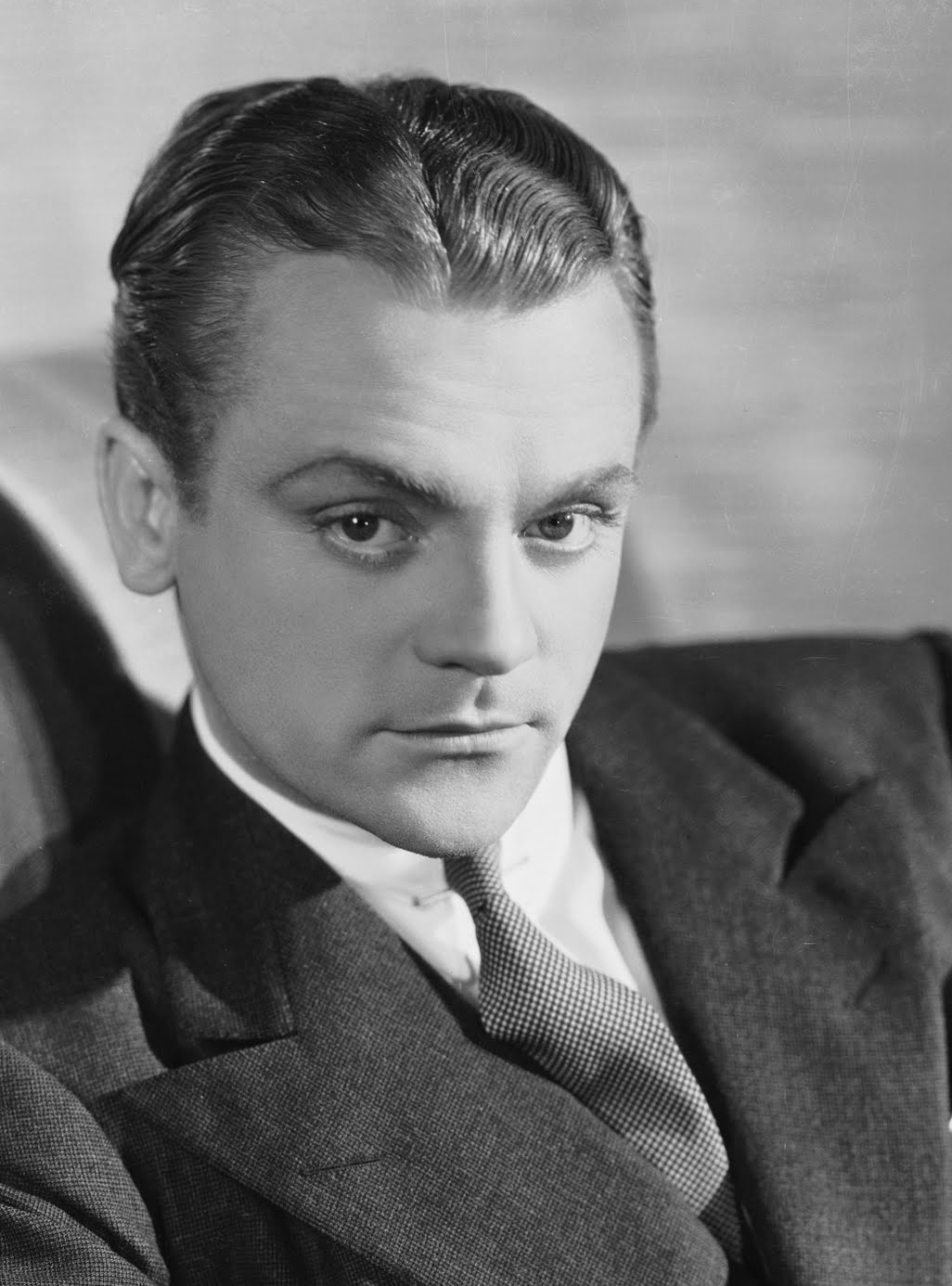
James Cagney
30 maart

| 1 | 2 | 3 | 4 | 5 | 6 | 7 | 8 | 9 | 10 | 11 | 12 | 13 | 14 | 15 | 16 | 17 | 18 | 19 | 20 | 21 | 22 | 23 | 24 | 25 | 26 | 27 | 28 | 29 | 30 | 31 |
| - | - | - | - | - | - | - | - | - | -- | -- | -- | -- | -- | -- | -- | -- | -- | -- | -- | -- | -- | -- | -- | -- | -- | -- | -- | -- | -- | -- |

### 4 maart
- Alphons Gaalman (72), Nederlands componist en dirigent
- Henri Knap (75), Nederlands schrijver en journalist
- Richard Manuel (42), Canadees pianist, zanger en componist

### 5 maart
- Ljoedmila Roedenko (81), Russisch schaakster

### 6 maart
- Eric Brown (61), Brits golfspeler
- Adolph Caesar (52), Amerikaans acteur
- Georgia O'Keeffe (98), Amerikaans kunstschilderes

### 7 maart
- Robert Crommelynck (90), Belgisch etser
- Jacob Javits (81), Amerikaans afgevaardigde en senator

### 8 maart
- Hans Knecht (72), Zwitsers wielrenner

### 9 maart
- Lou Onvlee (92), Nederlands taalkundige, hoogleraar en zendeling

### 10 maart
- Ray Milland (81), Brits acteur en filmregisseur
- Joop Reinboud (65), Nederlands programmamaker
- Jaroslava Vondráčková (92), Tsjecho-Slowaaks schrijver en journalist

### 11 maart
- Sonny Terry (74), Amerikaans bluesmuzikant

### 12 maart
- Richard Declerck (86), Belgisch jurist, politicus en essayist

### 13 maart
- Paul Schuppen (86), Belgisch voetballer en voetbalcoach

### 16 maart
- Jean Letourneau (78), Frans politicus en bestuurder

### 17 maart
- John Bagot Glubb (88), Brits beroepsmilitair
- Maurice Yonge (86), Brits zoöloog

### 18 maart
- Bernard Malamud (71), Amerikaans schrijver
- Everard du Marchie van Voorthuysen (84), Nederlands predikant

### 19 maart
- Anne van Orléans (79), lid huis Bourbon-Orléans

### 20 maart
- Hendrik de Buck (92), Nederlands historicus
- Arthur De Sweemer (82), Belgisch politicus

### 21 maart
- Karel Cuypers (83), Vlaams sterrenkundige en humanist
- August De Boodt (90), Belgisch politicus

### 22 maart
- Olive Deering (67), Amerikaans actrice
- Michele Sindona (65), Italiaans advocaat en bankier

### 28 maart
- Edouard Longerstaey (66), Belgisch diplomaat

### 29 maart
- Jean van Heijenoort (73), Frans wiskundige, logicus en trotskist

### 30 maart
- James Cagney (86), Amerikaans filmacteur

### 31 maart
- Kees Bastiaans (76), Nederlands kunstschilder

## April

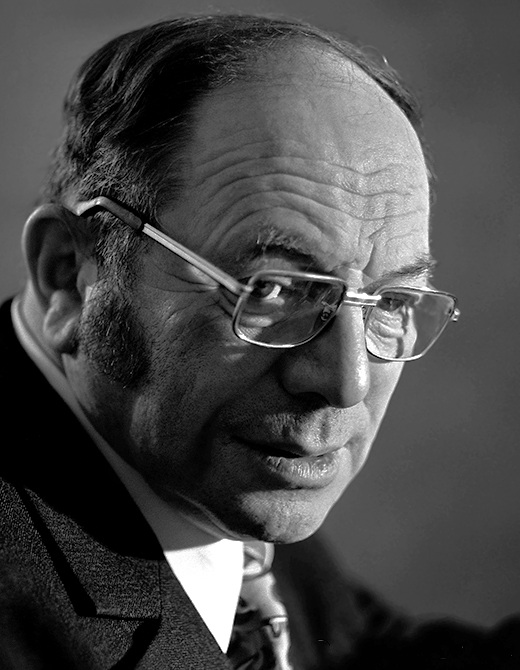
Leonid Kantorovitsj
7 april

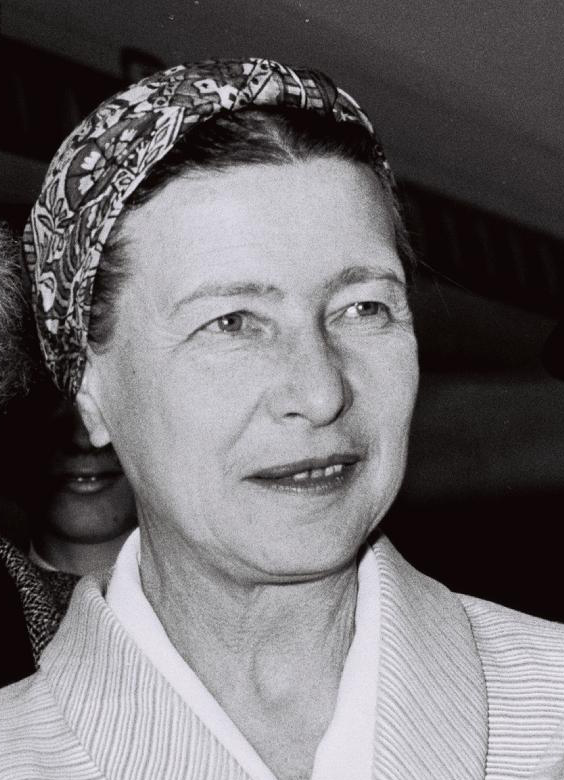
Simone de Beauvoir
14 april

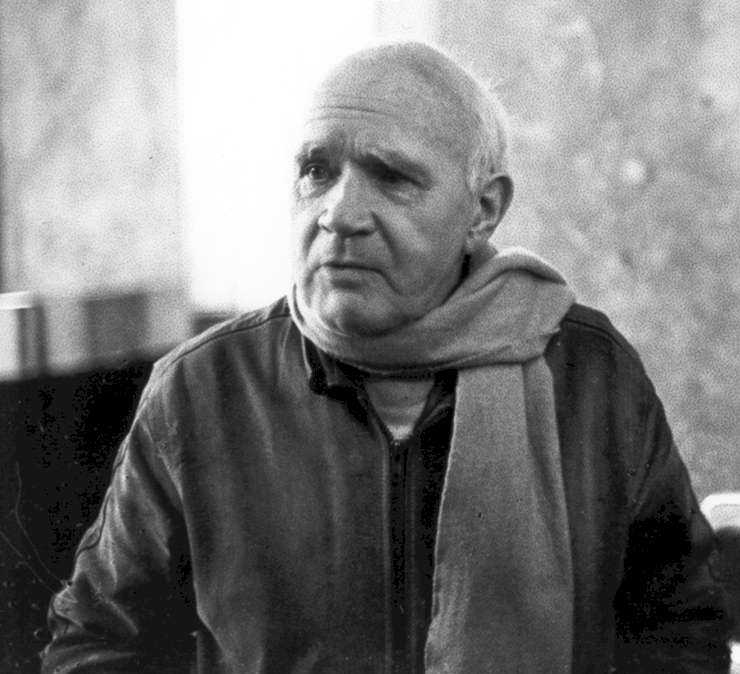
Jean Genet
15 april

Bob Sondaar
16 april

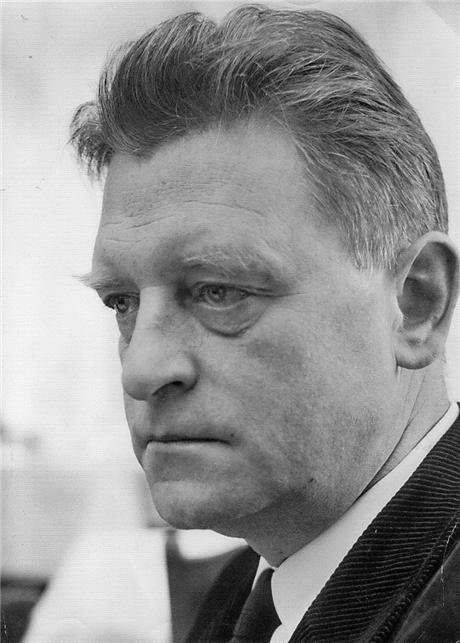
Dag Wirén
19 april

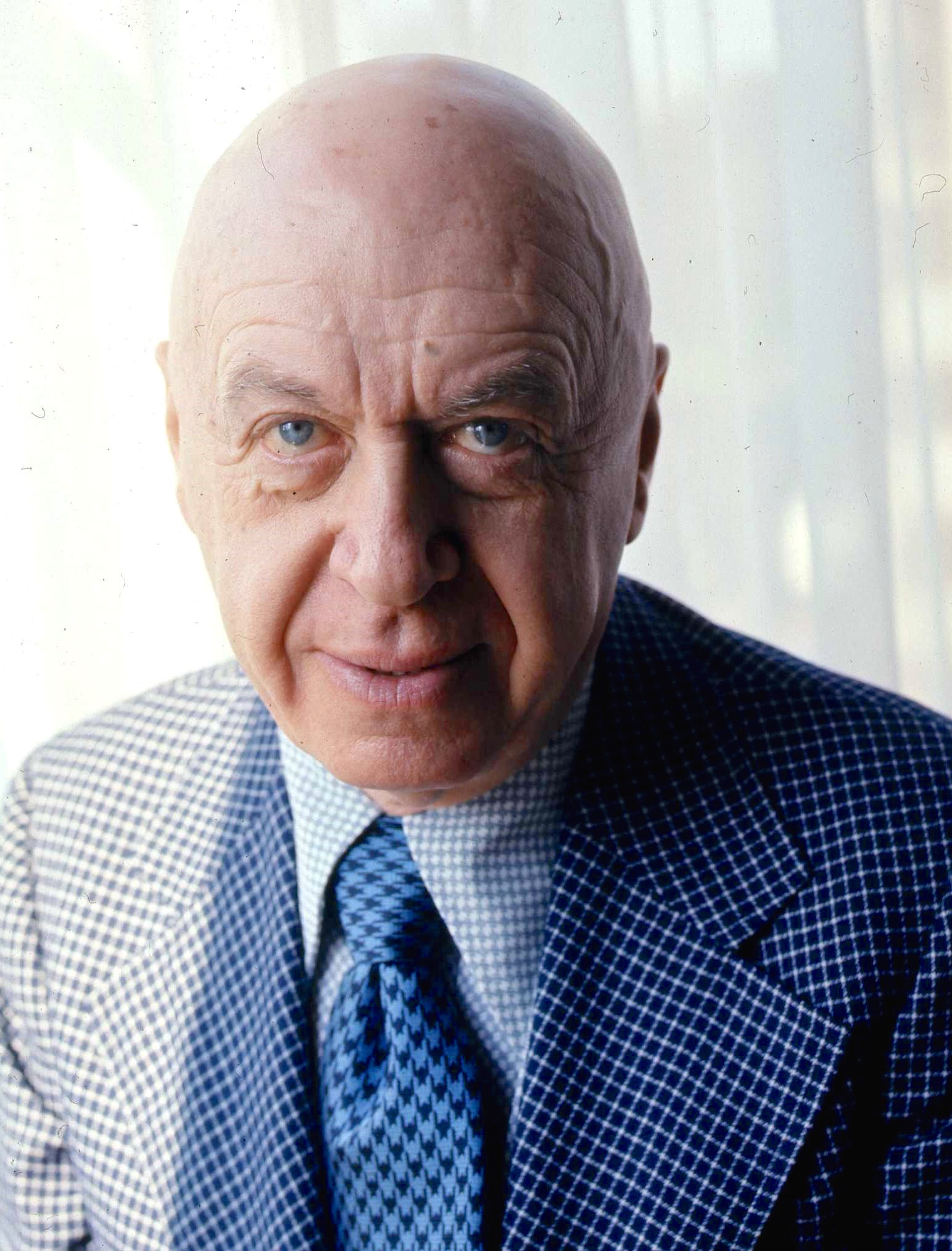
Otto Preminger
23 april

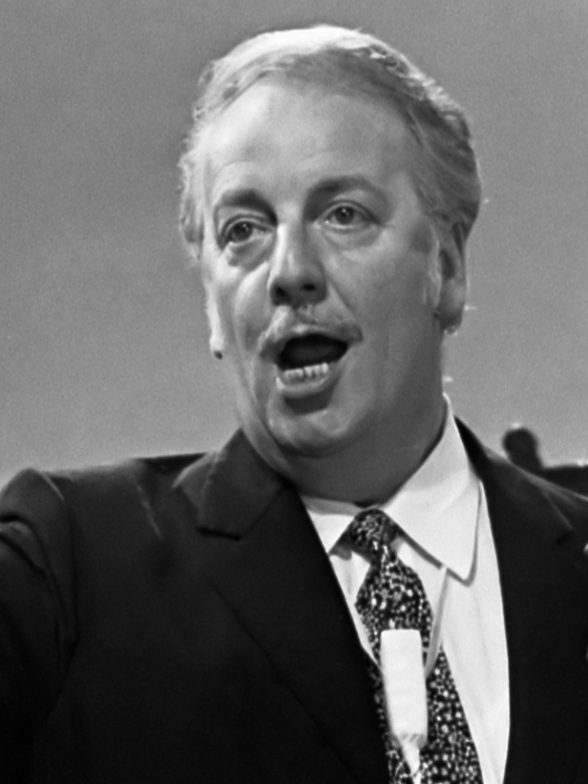
Lou van Burg
26 april

| 1 | 2 | 3 | 4 | 5 | 6 | 7 | 8 | 9 | 10 | 11 | 12 | 13 | 14 | 15 | 16 | 17 | 18 | 19 | 20 | 21 | 22 | 23 | 24 | 25 | 26 | 27 | 28 | 29 | 30 |
| - | - | - | - | - | - | - | - | - | -- | -- | -- | -- | -- | -- | -- | -- | -- | -- | -- | -- | -- | -- | -- | -- | -- | -- | -- | -- | -- |

### 1 april
- Marc de Hemptinne (84), Belgisch natuurkundige

### 3 april
- Peter Pears (75), Brits tenorzanger

### 4 april
- Zoltán Kaszab (70), Hongaars entomoloog

### 5 april
- Walter Lippmann (91), Duits advocaat

### 6 april
- Raimundo Orsi (84), Argentijns-Italiaans voetballer

### 7 april
- Leonid Kantorovitsj (74), Russisch econoom
- Michael Warriner (77), Brits roeier

### 8 april
- Henk Dannenburg (67), Nederlands kunstenaar

### 9 april
- Lodewijk Jonckheere (71), Belgisch politicus
- Pamela Wedekind (79), Duits actrice en zangeres

### 10 april
- Sjoerd Zeldenthuis (75), Nederlands schaatser

### 12 april
- Jef Dervaes (79), Belgisch wielrenner
- Valentin Katajev (89), Russisch schrijver en journalist
- François Neuville (73), Belgisch wielrenner
- Marie-Louise Roosen (91), Belgisch politicus

### 14 april
- Simone de Beauvoir (78), Frans schrijfster en filosofe
- Pieter Bode (60), Nederlands burgemeester

### 15 april
- Jean Genet (75), Frans schrijver
- Robert Marjolin (74), Frans politicus

### 16 april
- Bob Sondaar (38), Nederlands handballer

### 17 april
- Paul Costello (91),  Amerikaans roeier
- Marcel Dassault (94), Frans industrieel en vliegtuigconstructeur
- Bessie Head (48), Botswaans schrijver en journaliste

### 18 april
- Heinrich Lehmann-Willenbrock (74), Duits onderzeebootkapitein

### 19 april
- Dirk Georg de Graeff (81), Nederlands kamerheer
- Dag Wirén (80), Zweeds componist

### 20 april
- Aleksej Arboezov (77), Russisch toneelschrijver

### 22 april
- Mircea Eliade (79), Roemeens-Amerikaans godsdiensthistoricus en schrijver
- Honor Bridget Fell (85), Brits zoöloog
- Nancy Zeelenberg (82), Nederlands politicus

### 23 april
- Harold Arlen (81), Amerikaans musicus, songwriter en musicalproducent
- Otto Preminger (80), Oostenrijks-Amerikaans filmregisseur
- Alberto Zorrilla (80), Argentijns zwemmer

### 24 april
- Wallis Simpson (89), lid Britse koningshuis

### 25 april
- Fred Hunt (62), Brits pianist

### 26 april
- Lou van Burg (68), Nederlands-Duitse showmaster en entertainer
- Broderick Crawford (74), Amerikaans acteur
- Cliff Leeman (72), Amerikaans jazzdrummer
- Bessie Love (87), Amerikaans actrice

### 27 april
- Josef Allen Hynek (75), Amerikaans astronoom
- Pieter Jacob Six (92), Nederlands verzetsstrijder

### 28 april
- Pierre Ansiaux (81), Belgisch politicus
- R.H. Bing (71), Amerikaans wiskundige
- Johanna Pieneman (97), Nederlands kunstschilderes

### 30 april
- Robert Stevenson (81), Brits filmregisseur

## Mei

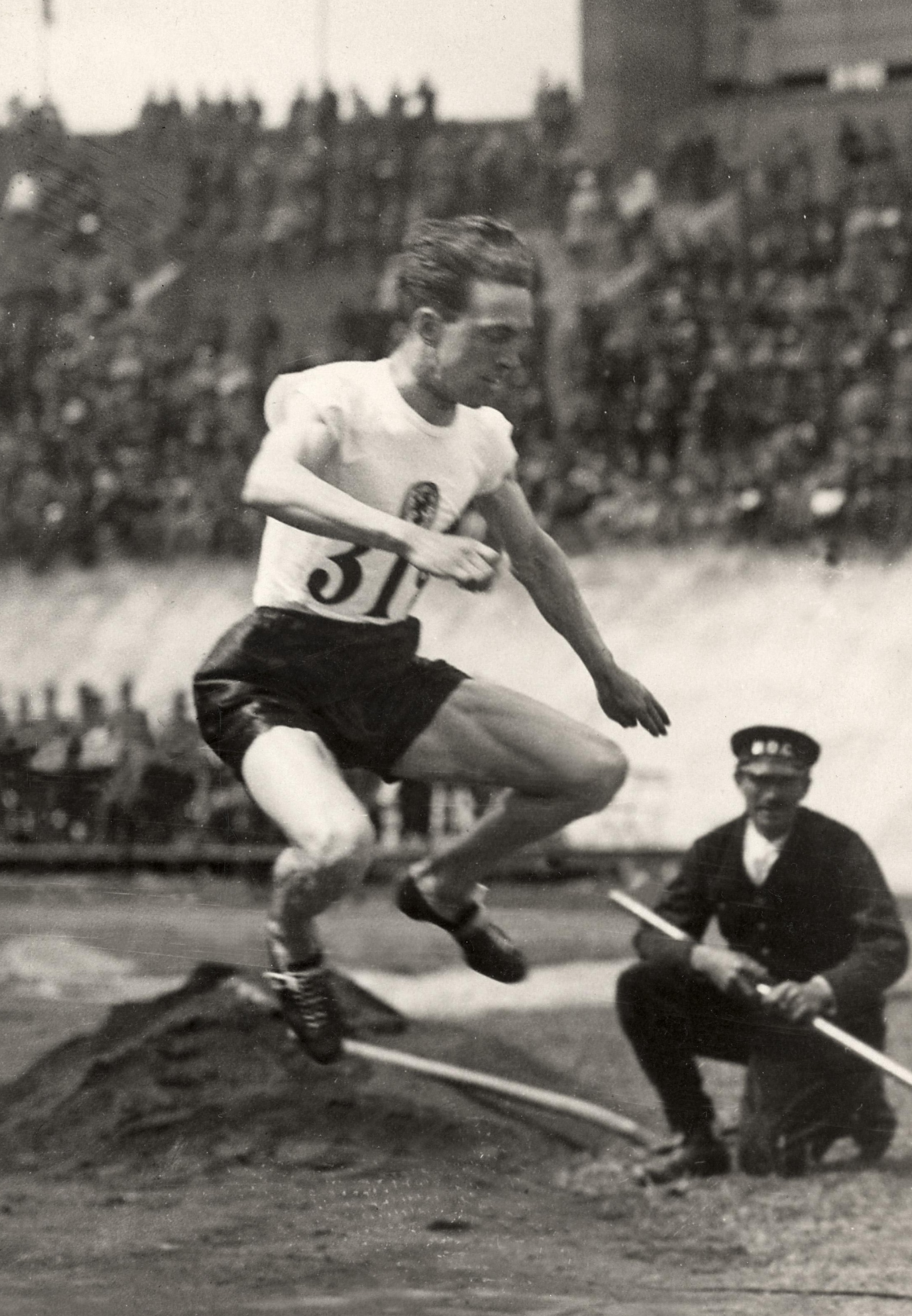
Steef van Musscher
9 mei

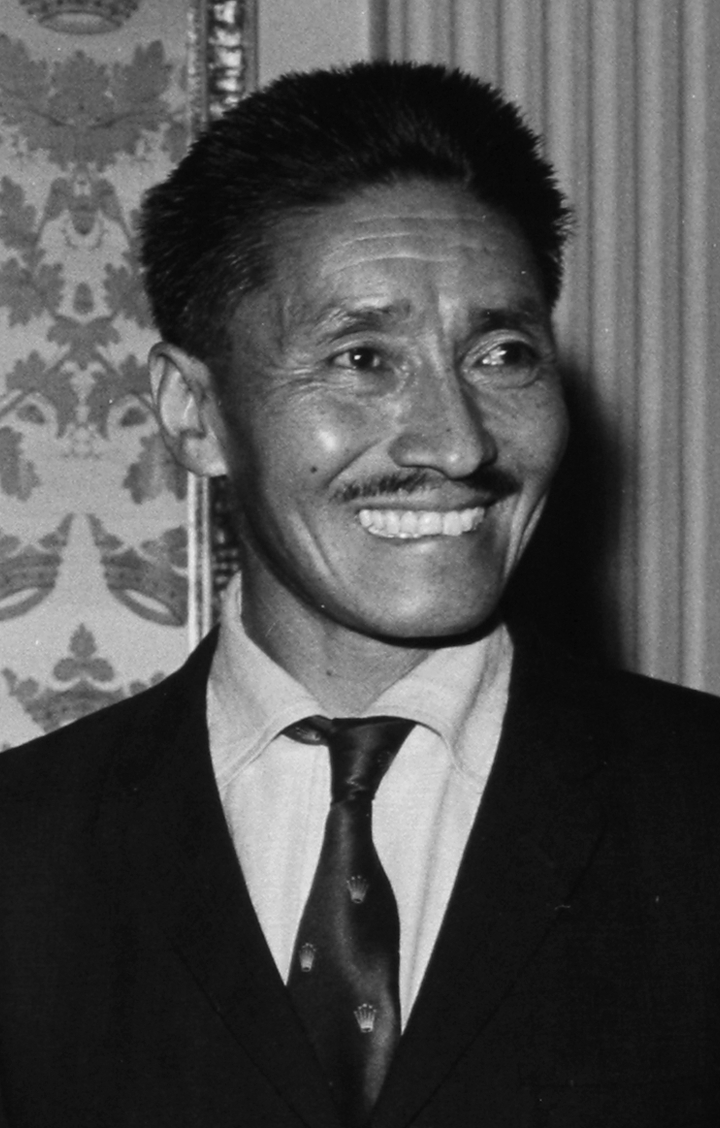
Tenzing Norgay
9 mei

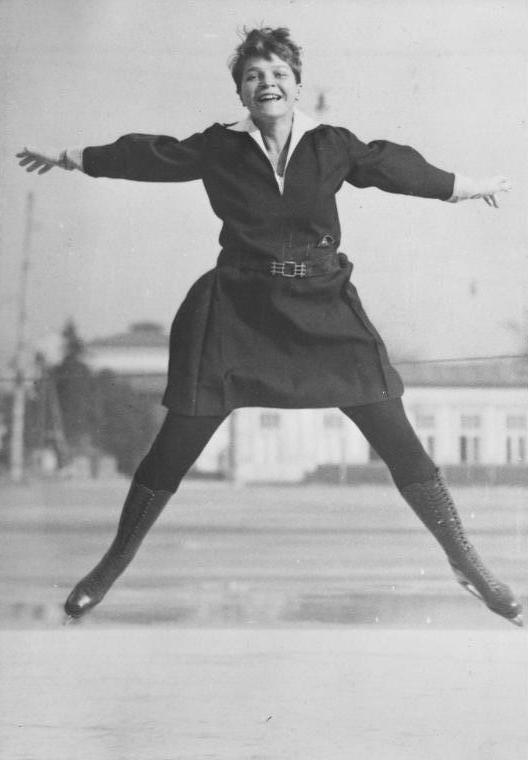
Herma Szabo
17 mei

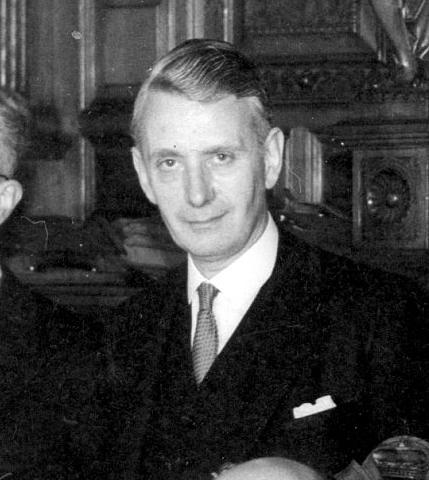
Pim van Boetzelaer van Oosterhout
20 mei

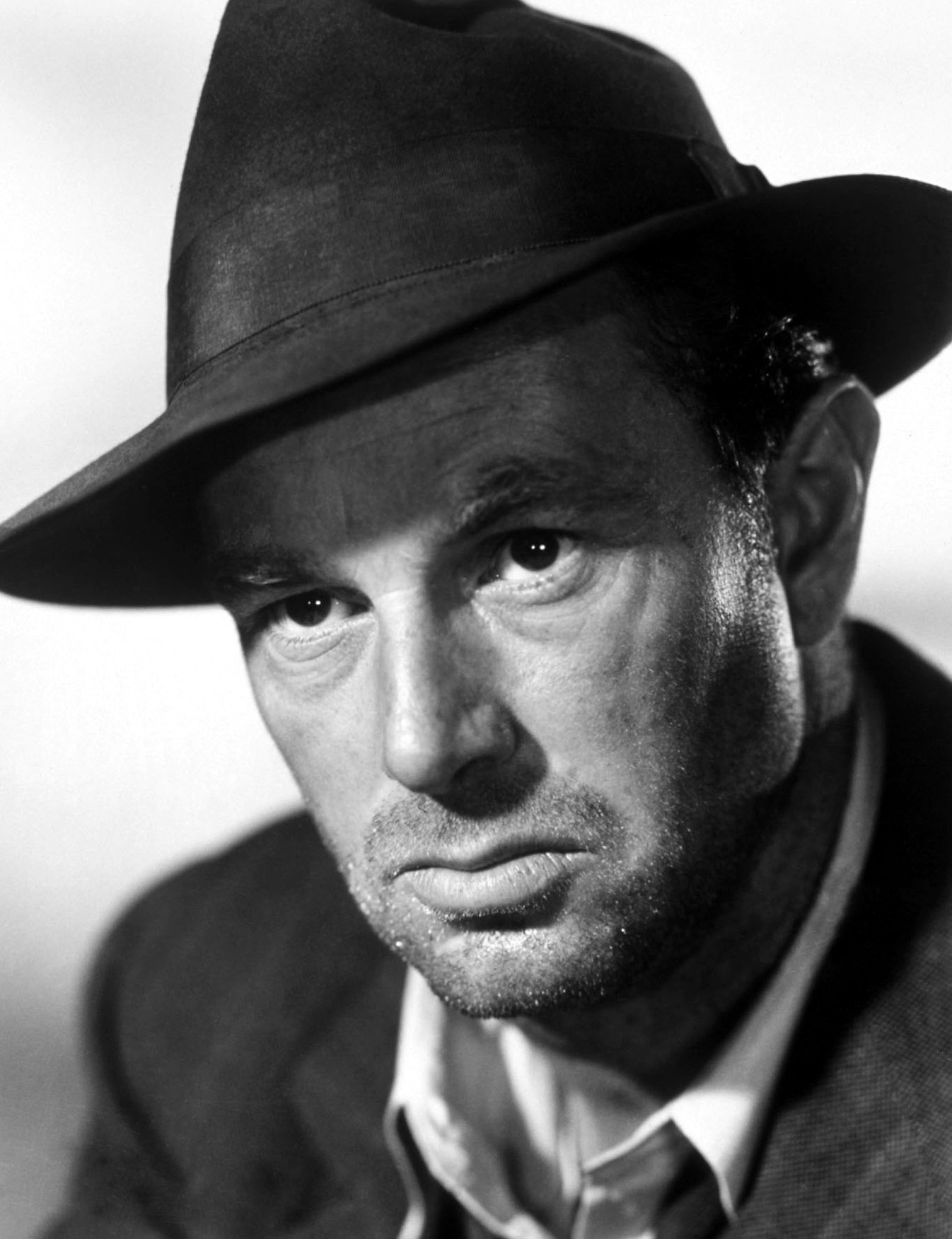
Sterling Hayden
23 mei

| 1 | 2 | 3 | 4 | 5 | 6 | 7 | 8 | 9 | 10 | 11 | 12 | 13 | 14 | 15 | 16 | 17 | 18 | 19 | 20 | 21 | 22 | 23 | 24 | 25 | 26 | 27 | 28 | 29 | 30 | 31 |
| - | - | - | - | - | - | - | - | - | -- | -- | -- | -- | -- | -- | -- | -- | -- | -- | -- | -- | -- | -- | -- | -- | -- | -- | -- | -- | -- | -- |

### 1 mei
- Margaretha Eijken (110), oudste persoon in Nederland

### 2 mei
- Sergio Cresto (30), Italiaans-Amerikaans rallysportnavigator
- Henri Toivonen (29), Fins rallycoureur

### 3 mei
- Robert Alda (72), Italiaans-Amerikaans acteur

### 7 mei
- Juan Nakpil (86), Filipijns architect

### 9 mei
- Steef van Musscher (84), Nederlands atleet
- Tenzing Norgay (71), Nepalees sherpa
- Dirk de Vroome (60), Nederlands actievoerder

### 14 mei
- Cornelis van Steenis (84), Nederlands botanicus

### 15 mei
- Elio De Angelis (28), Italiaans autocoureur

### 16 mei
- Pierino Favalli (72), Italiaans wielrenner

### 17 mei
- Ljoedmila Pachomova (39), Russisch kunstschaatsster
- Herma Szabo (84), Oostenrijks kunstschaatsster

### 18 mei
- Klaas Johan Popma (82), Nederlands filosoof, classicus en romanschrijver

### 20 mei
- Pim van Boetzelaer van Oosterhout (93), Nederlands politicus
- Willem Pée (83), Belgisch taalkundige
- Helen Brooke Taussig (87), Amerikaans cardiologe

### 21 mei
- Ralph Evinrude (78), Amerikaans zakenmagnaat

### 22 mei
- Jaap Romijn (74), Nederlands uitgever en journalist

### 23 mei
- Sterling Hayden (70), Amerikaans acteur
- Altiero Spinelli (78), Italiaans politicus

### 25 mei
- Petrus Fokko Tammens (88), Nederlands burgemeester en collaborateur

### 26 mei
- Gunnar Björnstrand (76), Zweeds acteur

### 27 mei
- Gaston Duribreux (83), Belgisch schrijver

### 28 mei
- Marguerite Courtot (88), Amerikaans actrice

### 30 mei
- Hank Mobley (55), Amerikaans jazzmusicus

### 31 mei
- James Rainwater (68), Amerikaans natuurkundige
- Georg Rüssmann (66), Duits componist, dirigent en muzikant
- Joseph Van Dam (84), Belgisch wielrenner

## Juni

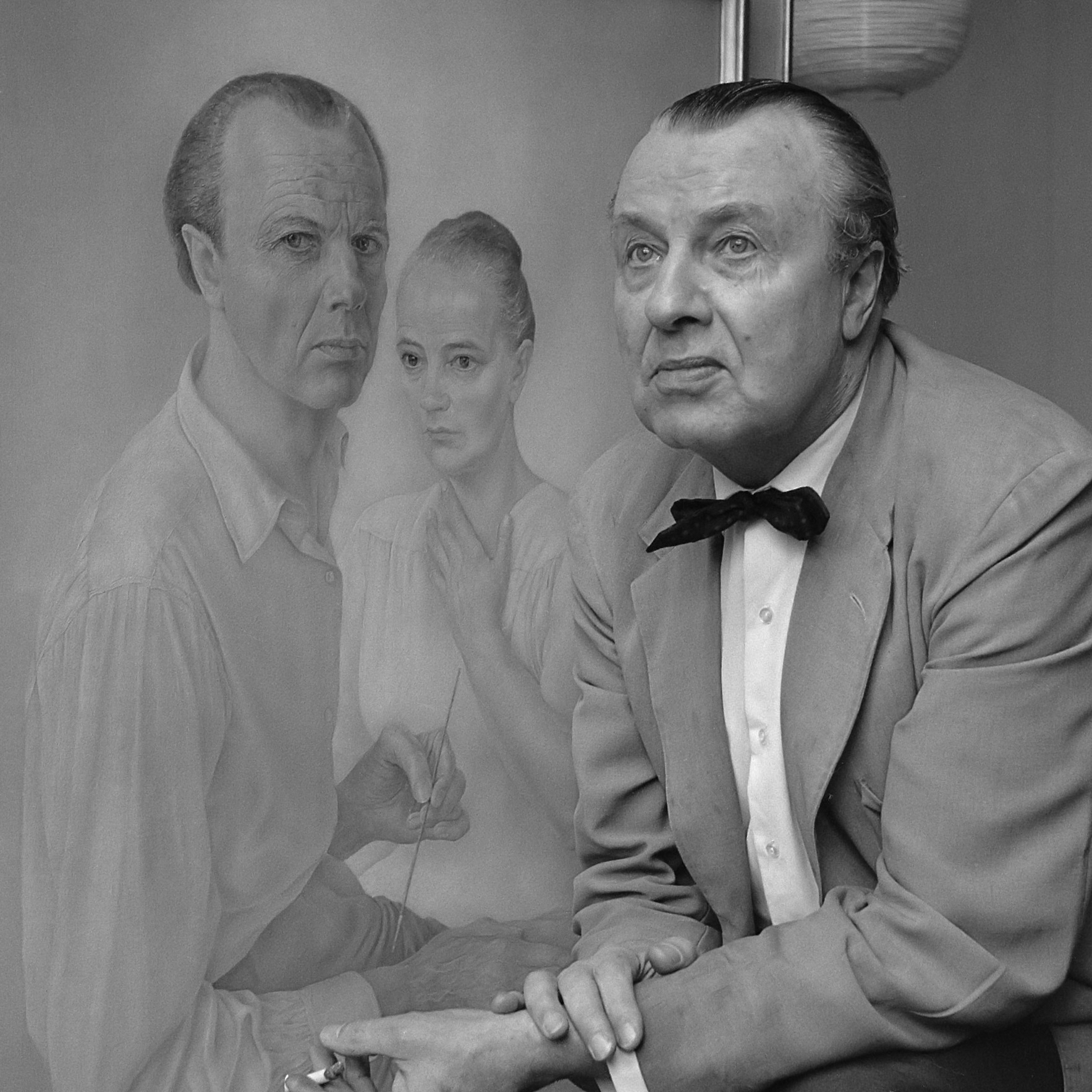
Wim Schuhmacher
5 juni

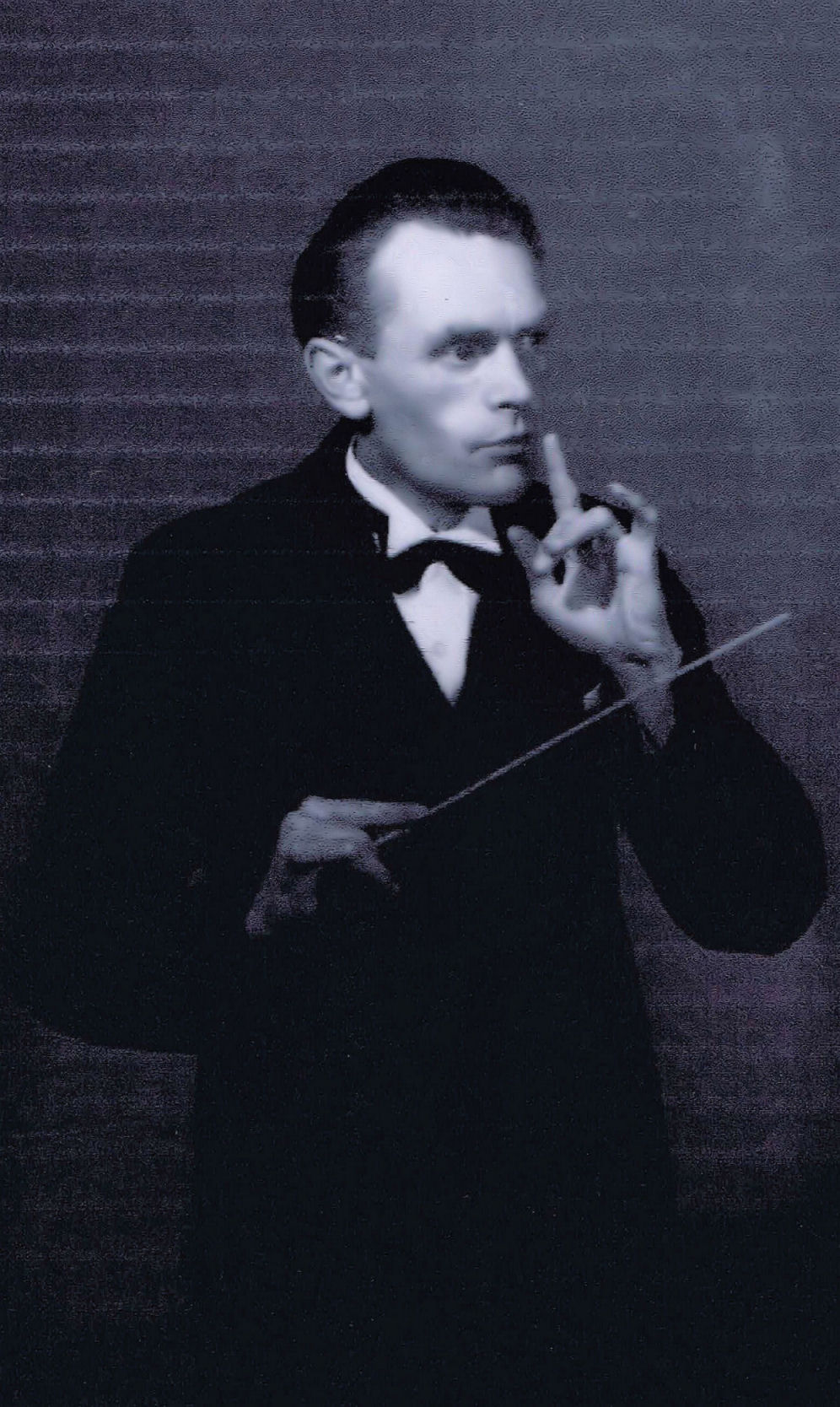
S.L. Tiemersma
10 juni

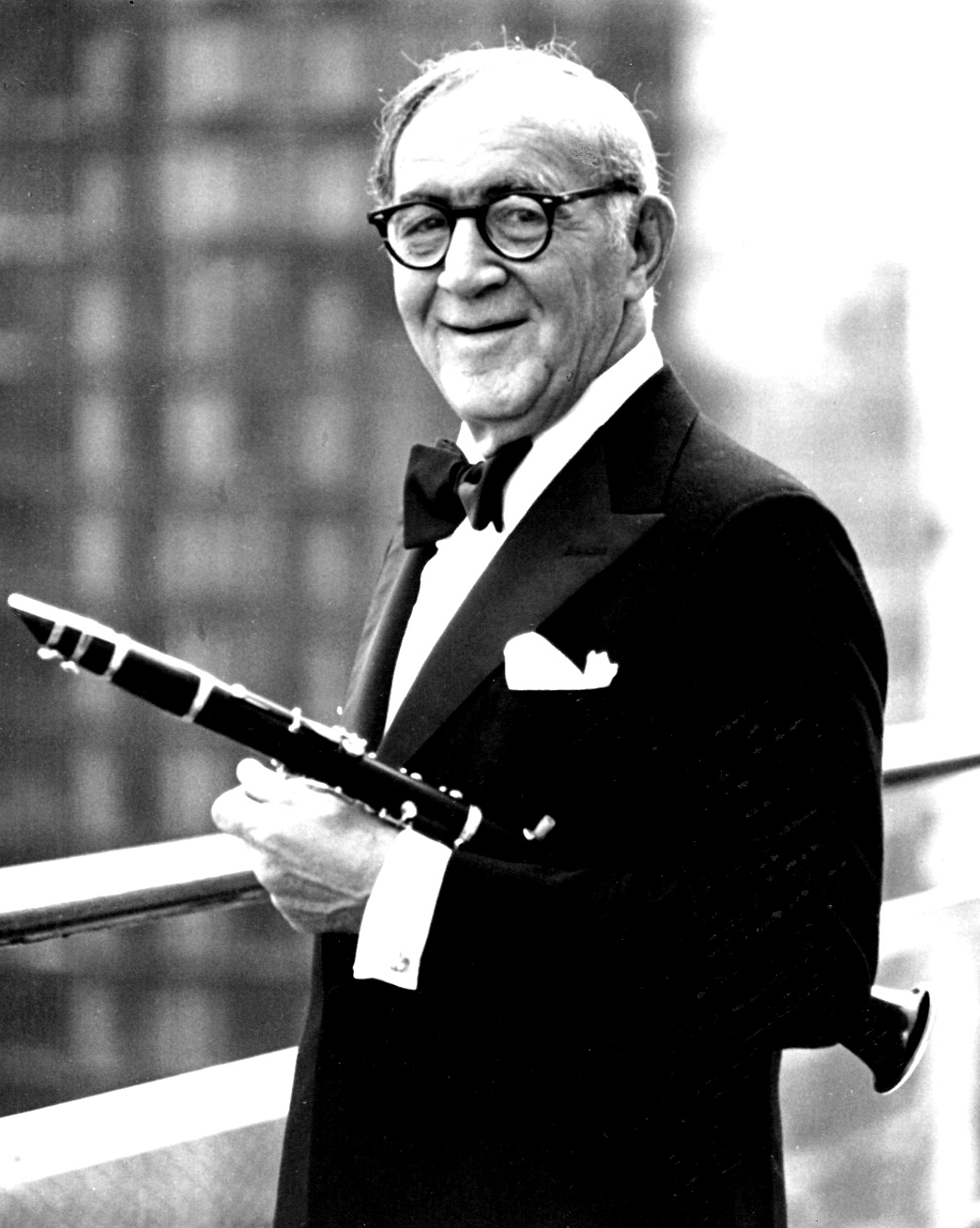
Benny Goodman
13 juni

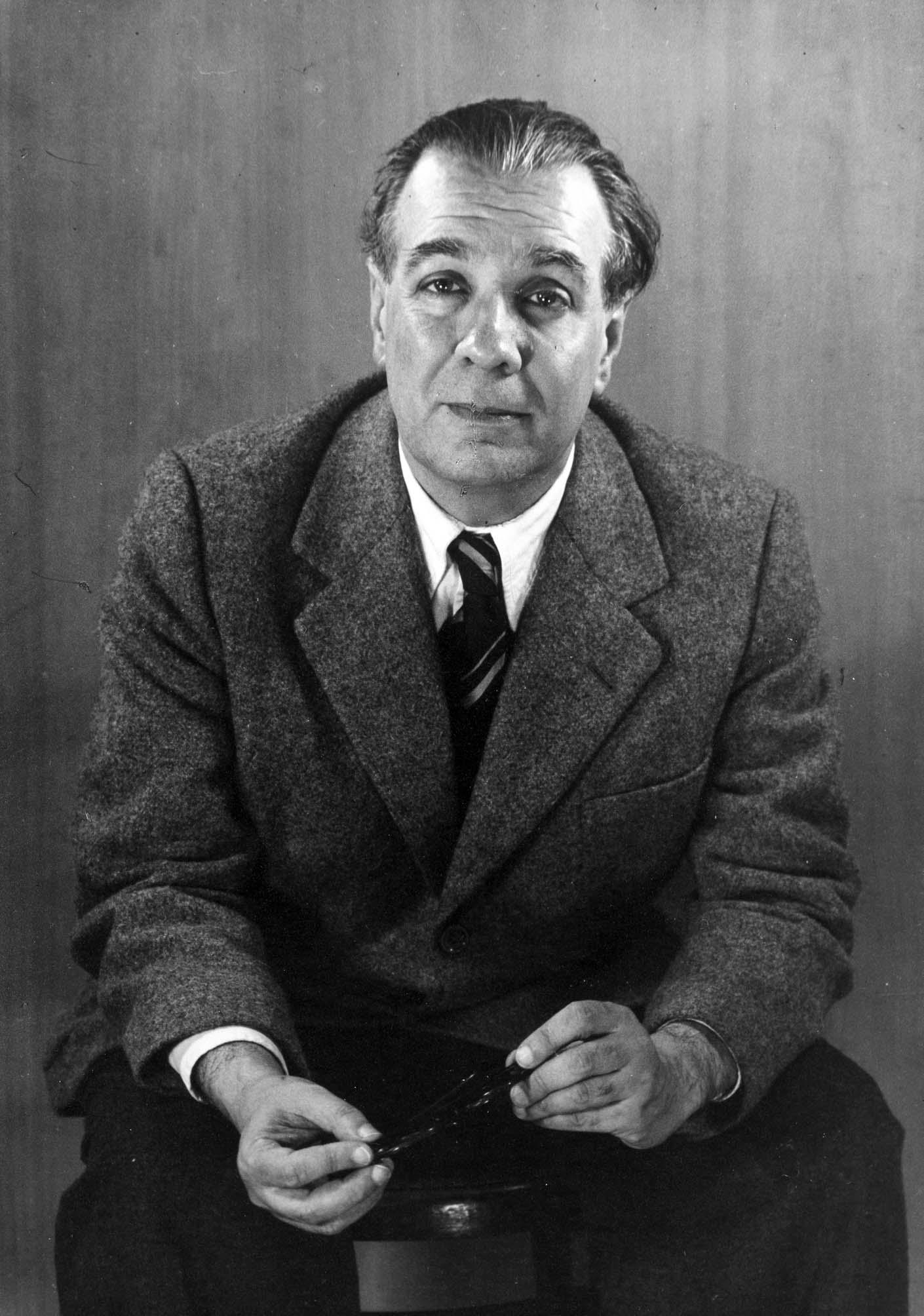
Jorge Luis Borges
14 juni

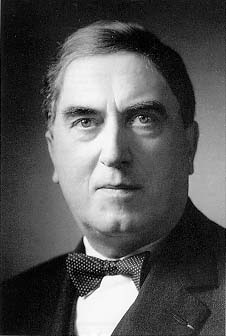
Maurice Duruflé
16 juni

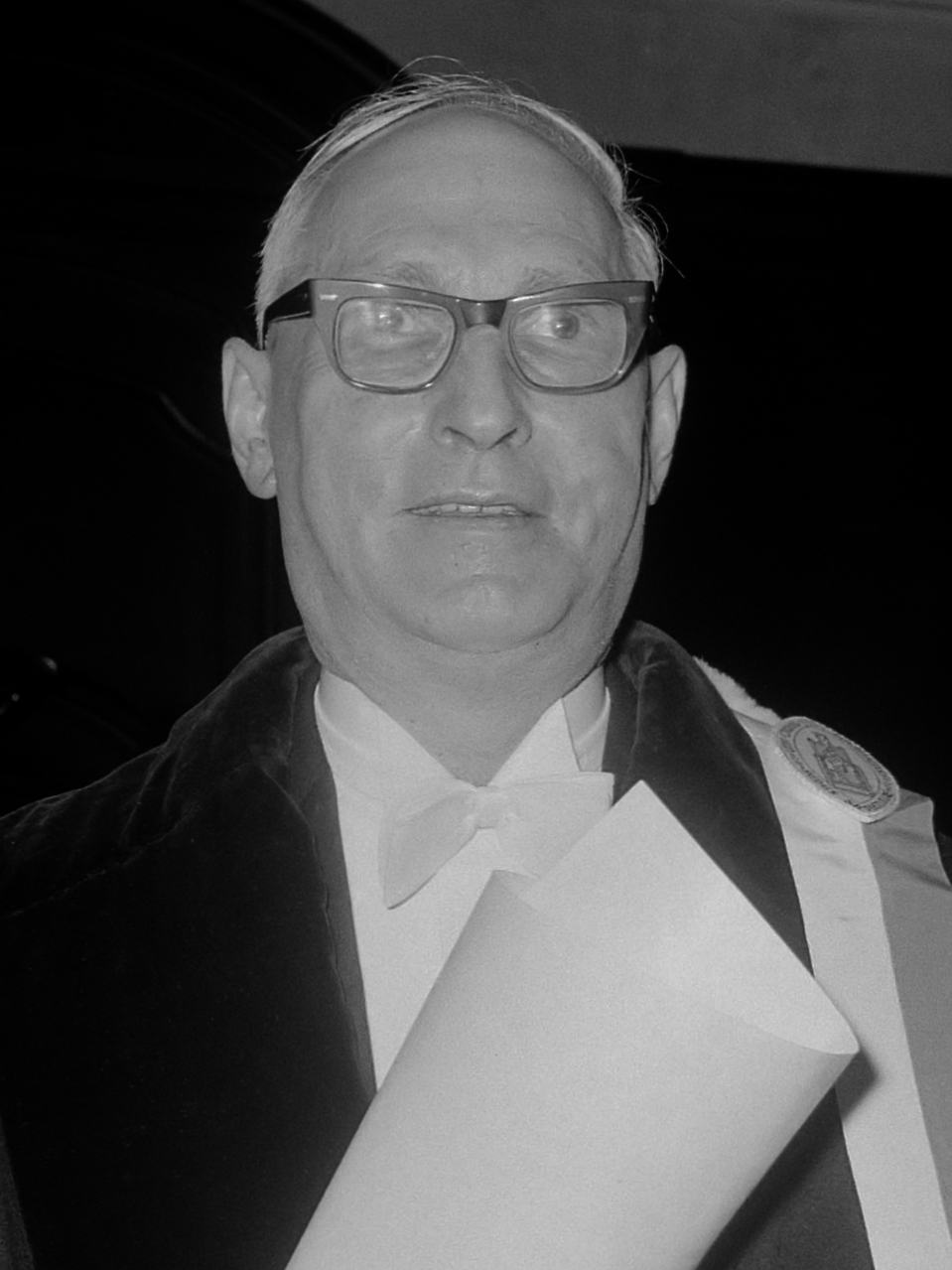
W.A.P. Smit
20 juni

| 1 | 2 | 3 | 4 | 5 | 6 | 7 | 8 | 9 | 10 | 11 | 12 | 13 | 14 | 15 | 16 | 17 | 18 | 19 | 20 | 21 | 22 | 23 | 24 | 25 | 26 | 27 | 28 | 29 | 30 |
| - | - | - | - | - | - | - | - | - | -- | -- | -- | -- | -- | -- | -- | -- | -- | -- | -- | -- | -- | -- | -- | -- | -- | -- | -- | -- | -- |

### 1 juni
- Jo Gartner (32), Oostenrijks autocoureur

### 2 juni
- Daniel Sternefeld (80), Belgisch componist en dirigent

### 5 juni
- Wim Schuhmacher (92), Nederlands beeldend kunstenaar

### 6 juni
- Johnnie Tolan (68), Amerikaans autocoureur
- Herman Verduyn (66), Belgisch politicus

### 7 juni
- Karel Bockaert (83), Belgisch burgemeester
- James Fifer (55), Amerikaans roeier

### 9 juni
- Willem de Roos (79), Nederlands militair

### 10 juni
- Sake Lieuwe Tiemersma (74), Nederlands componist

### 11 juni
- Charles-Emmanuel Janssen (79), Belgisch politicus

### 12 juni
- Antoon Breyne (76), Belgisch journalist en politicus

### 13 juni
- Jim Ferrier (71), Australisch golfspeler
- Benny Goodman (77), Amerikaans jazzmusicus

### 14 juni
- Jaap Boot (83), Nederlands atleet
- Jorge Luis Borges (86), Argentijns dichter en schrijver
- Alan Jay Lerner (67), Amerikaans musical- en filmschrijver

### 15 juni
- Anton Leo de Block (84), Nederlands jurist
- Choi Yong-sul (81), Zuid-Koreaans vechtsporter

### 16 juni
- Maurice Duruflé (84), Frans componist
- Léon Lippens (84), Belgisch burgemeester en natuurbeschermer

### 17 juni
- Martien Coppens (78), Nederlands fotograaf
- Ricardo Sáenz de Ynestrillas Martínez (51), Spaans militair

### 18 juni
- Joan Oliver i Sallarès (86), Spaans schrijver en dichter

### 19 juni
- Coluche (41), Frans komiek en acteur

### 20 juni
- W.A.P. Smit (82), Nederlands letterkundige en dichter

### 22 juni
- Fausto Melotti (85), Italiaans schilder en tekenaar

### 23 juni
- Renato De Sanzuane (61), Italiaans waterpolospeler
- Moses Finley (74), Amerikaans historicus

### 25 juni
- Gery Florizoone (63), Belgisch geestelijke
- Jérôme Alexander Sillem (84), Nederlands bankier

### 26 juni
- William Lovelock (86), Brits componist
- Kunio Maekawa (81), Japans architect
- Lex Metz (73), Nederlands fotograaf, grafisch ontwerper en illustrator
- Vadim Sidoer (62), Russisch beeldhouwer en graficus
- Viktor IV (57), Amerikaans-Nederlands kunstenaar

### 27 juni
- Hubert De Groote (87), Belgisch politicus

### 29 juni
- Bruno Bianchi (76), Italiaans politicus en vakbondsbestuurder
- Johanna de Geus (82), Nederlands zangeres
- Frank Wise (89), 16e premier van West-Australië

### 30 juni
- Jean Raine (59), Belgisch kunstschilder en filmmaker

## Juli

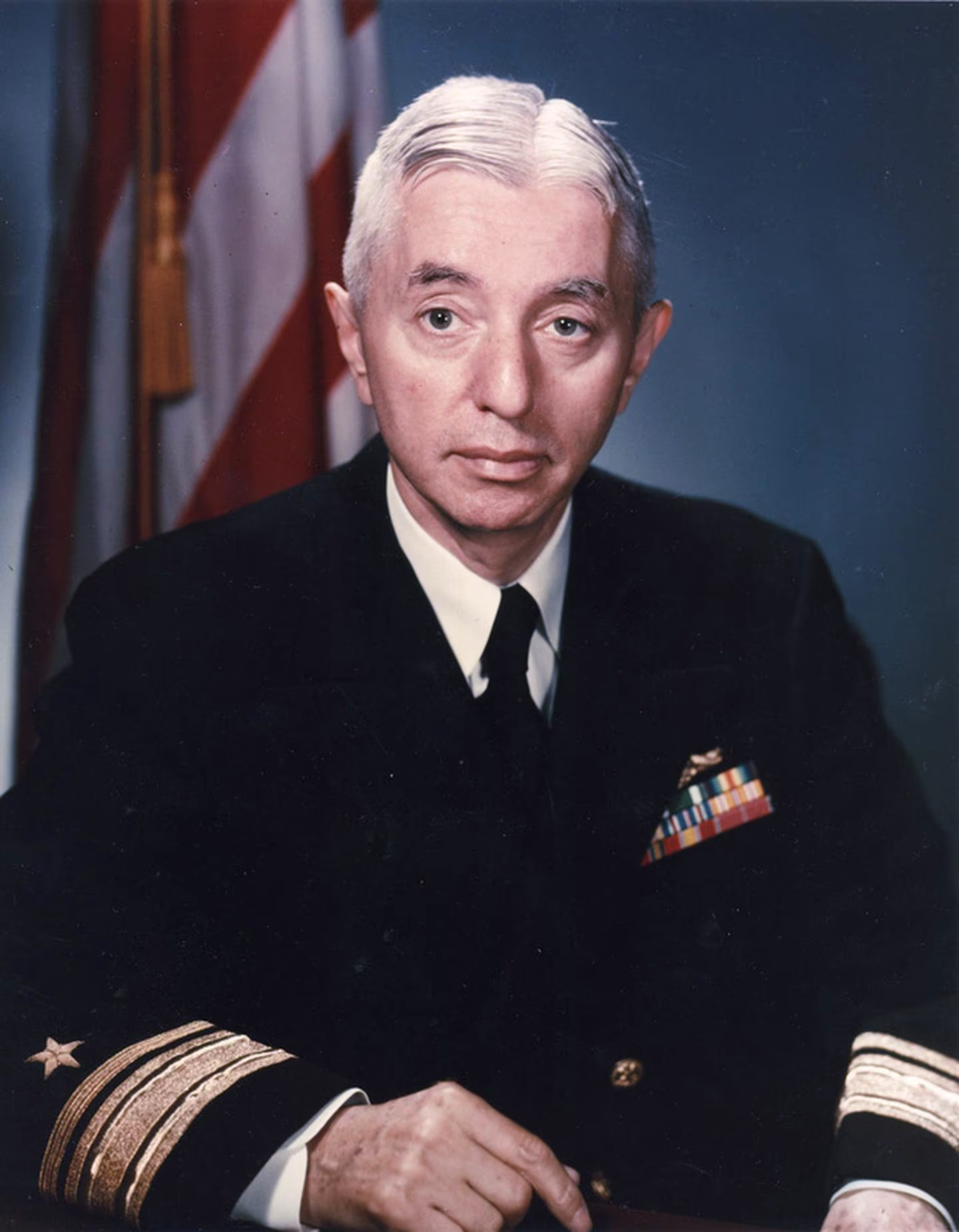
Hyman Rickover
8 juli

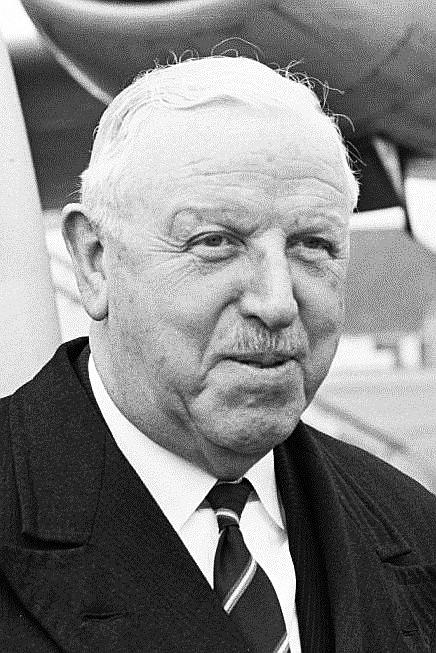
Stanley Rous
18 juli

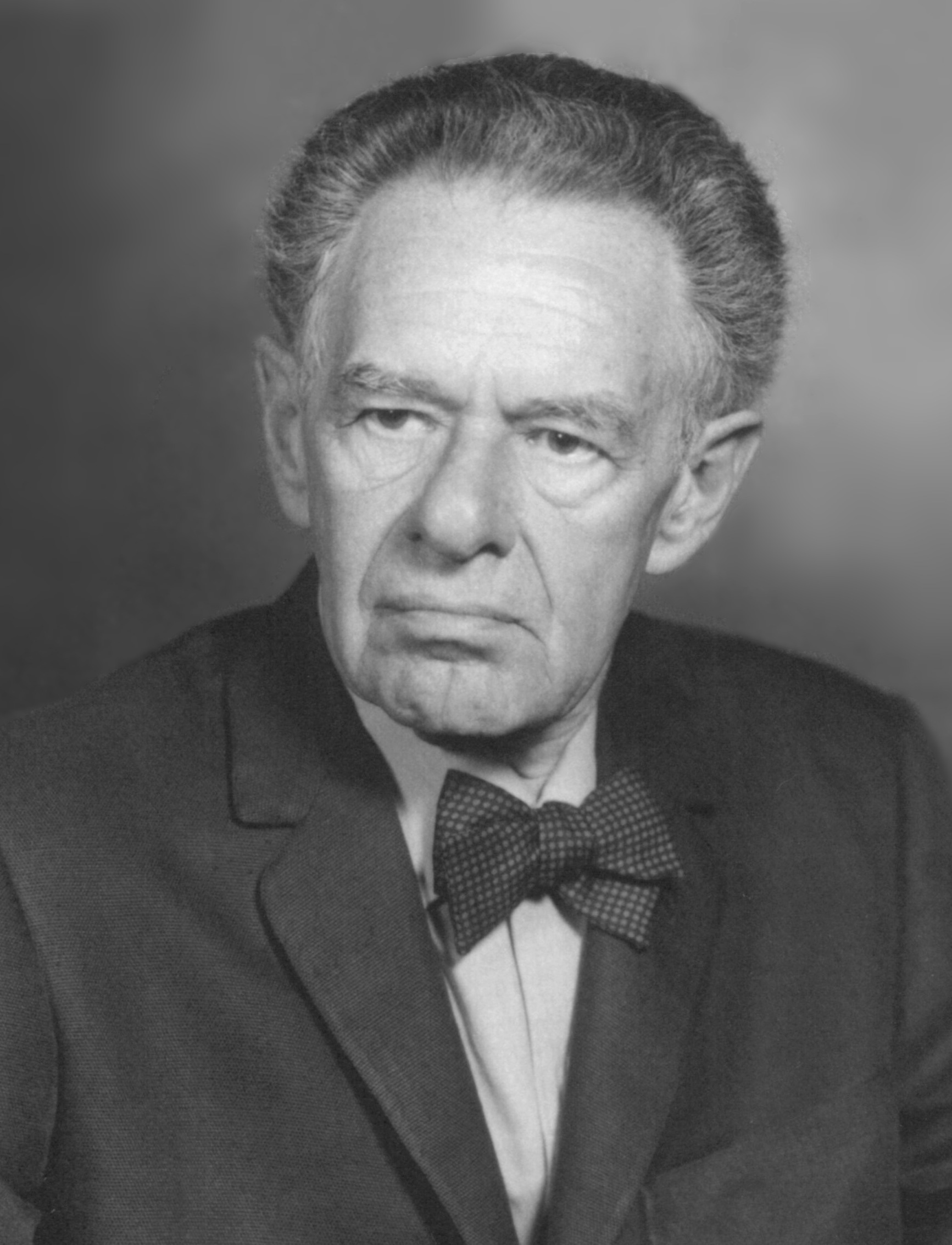
Fritz Albert Lipmann
24 juli

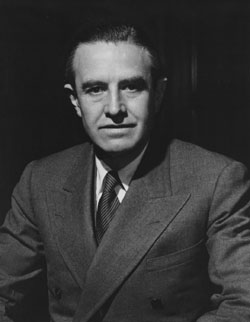
W. Averell Harriman
26 juli

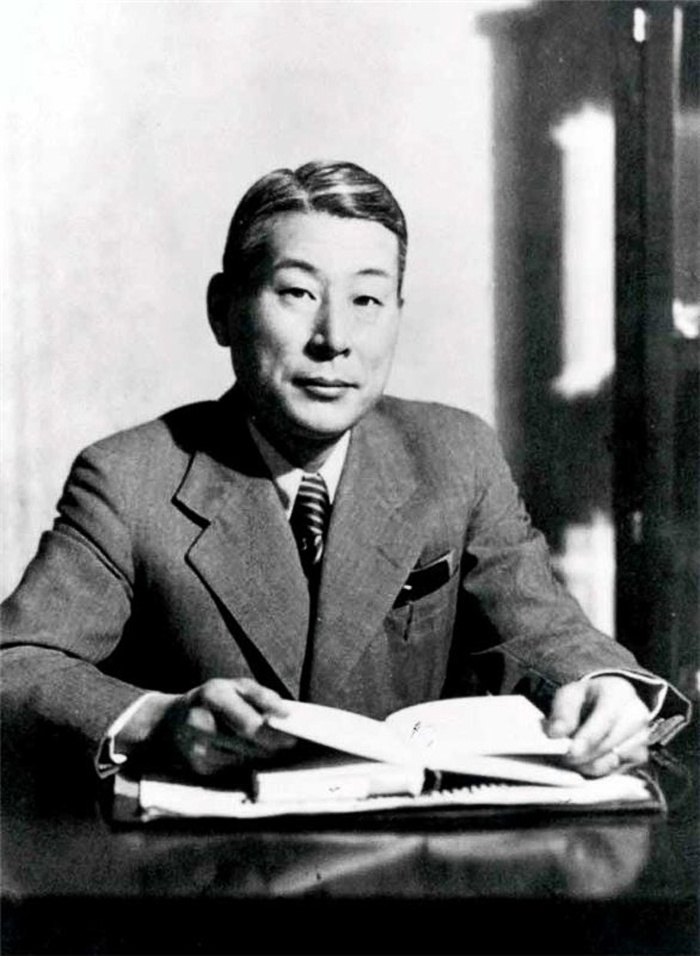
Chiune Sugihara
31 juli

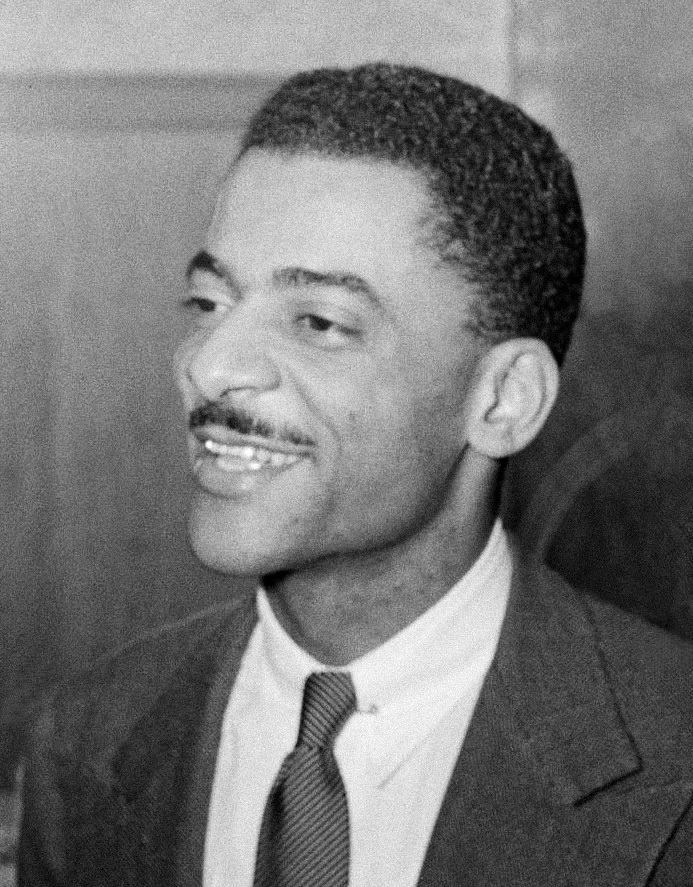
Teddy Wilson
31 juli

| 1 | 2 | 3 | 4 | 5 | 6 | 7 | 8 | 9 | 10 | 11 | 12 | 13 | 14 | 15 | 16 | 17 | 18 | 19 | 20 | 21 | 22 | 23 | 24 | 25 | 26 | 27 | 28 | 29 | 30 | 31 |
| - | - | - | - | - | - | - | - | - | -- | -- | -- | -- | -- | -- | -- | -- | -- | -- | -- | -- | -- | -- | -- | -- | -- | -- | -- | -- | -- | -- |

### 3 juli
- Martin Boutet (79), Belgisch politicus
- Curley Russell (69), Amerikaans jazzmusicus

### 4 juli
- Dick Boer (80), Nederlands fotograaf
- Guus Hoes (41), Nederlands acteur
- Flor Peeters (83), Belgisch organist en componist
- Oscar Zariski (87), Wit-Russisch-Amerikaans wiskundige

### 5 juli
- Stephanus Kuijpers (86), Nederlands bisschop van Paramaribo
- Albert Scherrer (78), Zwitsers autocoureur
- Georg-Wilhelm Schulz (80), Duits onderzeebootkapitein

### 7 juli
- Jozef Posson (73), Belgisch politicus

### 8 juli
- Hyman Rickover (86), Amerikaans admiraal

### 9 juli
- Joan Baptista Cendrós i Carbonell (70), Spaans ondernemer

### 11 juli
- Jaime Hernandez (94), Filipijns politicus
- Irving Schlein (81), Amerikaans componist, dirigent en pianist

### 12 juli
- Wim Wama (67), Nederlands acteur

### 13 juli
- jhr. Jacob Alberda van Ekenstein (69), Nederlands burgemeester
- Maurits de Vries (51), Nederlands crimineel

### 14 juli
- Raymond Loewy (92), Amerikaans industrieel ontwerper

### 15 juli
- Alfonso Thiele (66), Italiaans-Amerikaans autocoureur

### 18 juli
- Buddy Baer (71), Amerikaans bokser en acteur
- Stanley Rous (91), Engels voetballer, scheidsrechter en sportbestuurder

### 19 juli
- Alfredo Binda (83), Italiaans wielrenner

### 21 juli
- Jose Avelino (95), Filipijns politicus
- Louis Rombaut (74), Belgisch politicus

### 22 juli
- Uriel Fernandes (72), Braziliaans voetballer
- Ede Staal (44), Nederlands streektaalzanger en -dichter

### 23 juli
- Kazimierz Sikorski (91), Pools componist

### 24 juli
- Fritz Albert Lipmann (87), Amerikaans biochemicus en Nobelprijswinnaar

### 25 juli
- Vincente Minnelli (83), Amerikaans regisseur

### 26 juli
- William Averell Harriman (94), Amerikaans diplomaat en politicus
- Dominique Mbonyumutwa (65), president van Rwanda

### 29 juli
- Jean Boon (65), Belgisch letterkundige en politicus

### 31 juli
- Iustin Moisescu (76), Roemeens hoogleraar en geestelijke
- Chiune Sugihara (85), Japans diplomaat en verzetsstrijder
- Teddy Wilson (73), Amerikaans jazzpianist

## Augustus

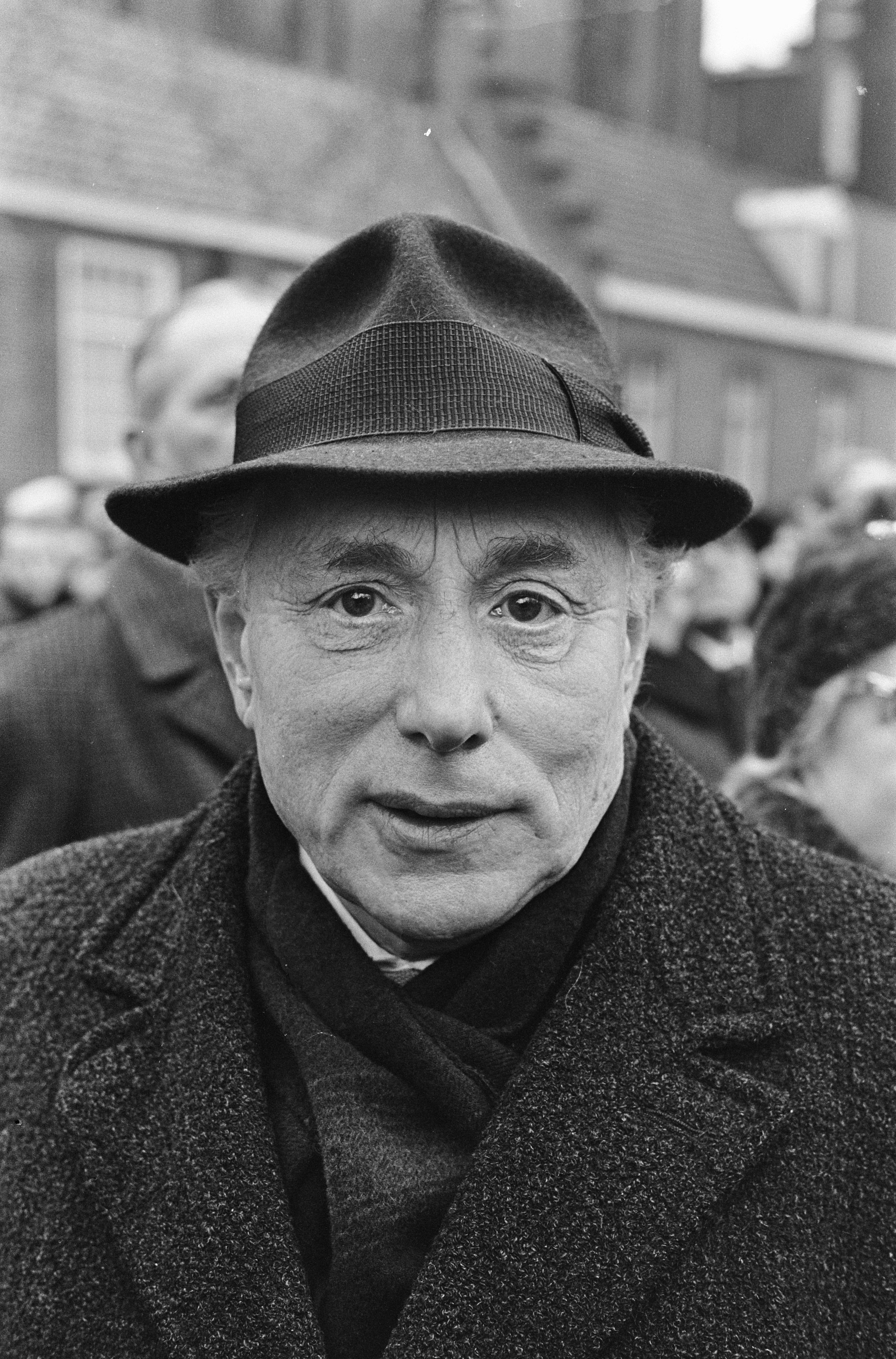
Paul de Groot
3 augustus

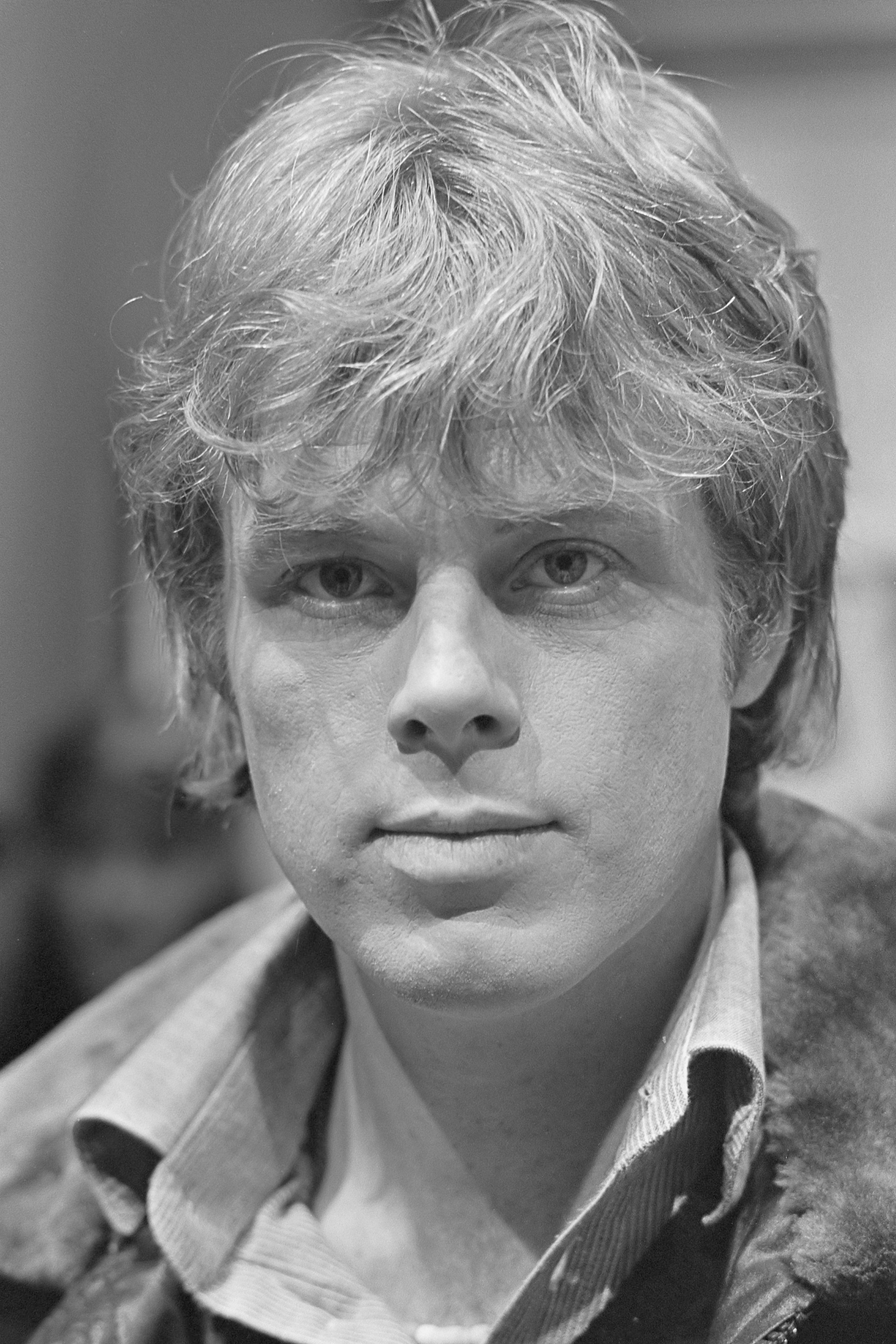
Willem Ruis
4 augustus

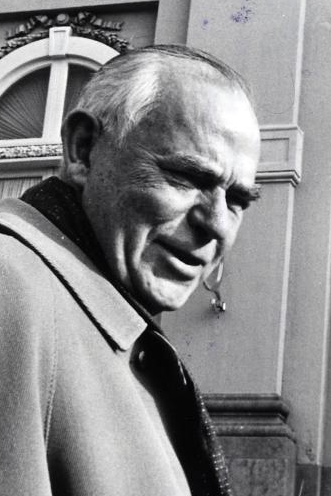
Jaap Burger
19 augustus

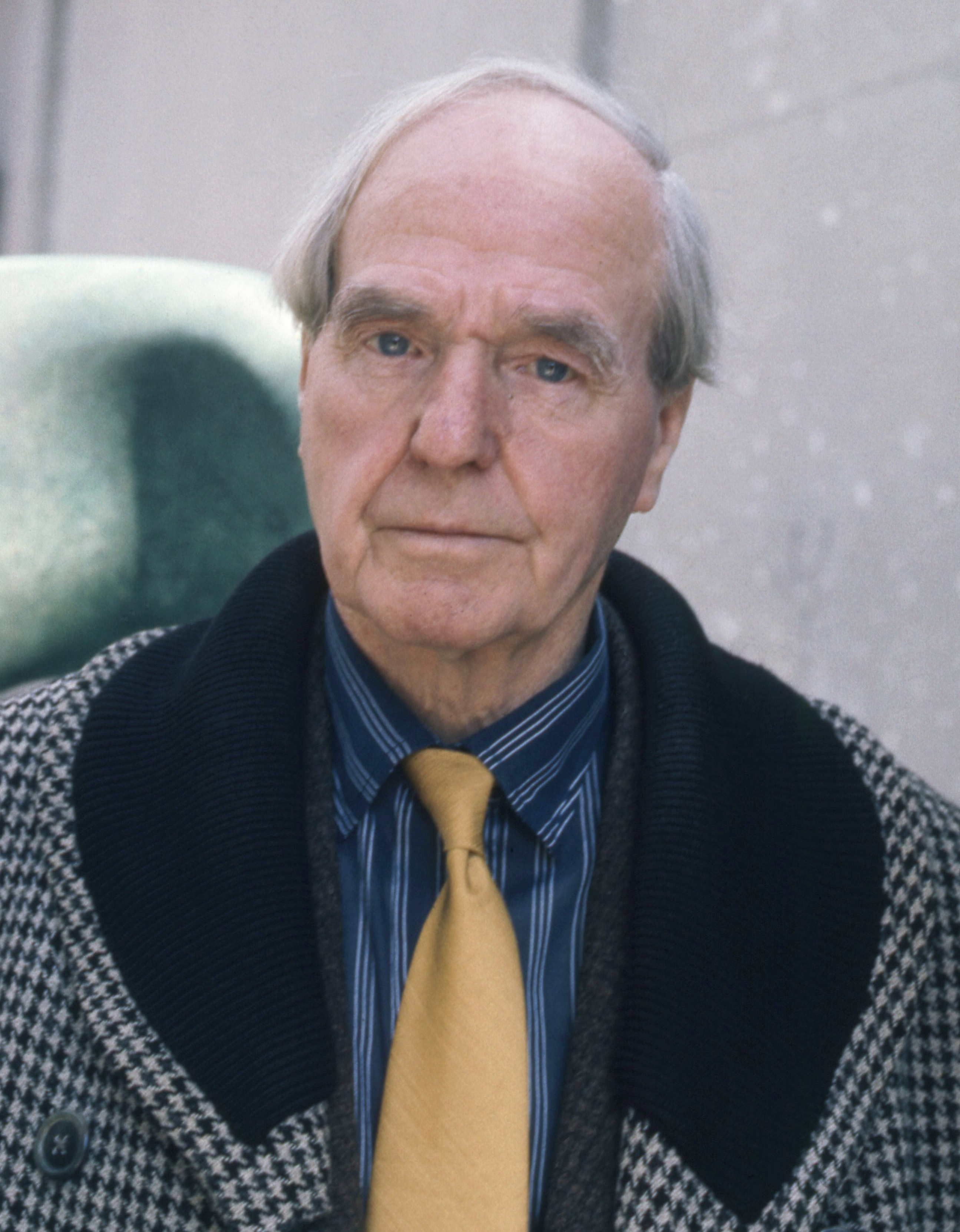
Henry Moore
31 augustus

| 1 | 2 | 3 | 4 | 5 | 6 | 7 | 8 | 9 | 10 | 11 | 12 | 13 | 14 | 15 | 16 | 17 | 18 | 19 | 20 | 21 | 22 | 23 | 24 | 25 | 26 | 27 | 28 | 29 | 30 | 31 |
| - | - | - | - | - | - | - | - | - | -- | -- | -- | -- | -- | -- | -- | -- | -- | -- | -- | -- | -- | -- | -- | -- | -- | -- | -- | -- | -- | -- |

### 1 augustus
- Carlo Confalonieri (93), Italiaans geestelijke en kardinaal
- Willem Klein (73), Nederlands wiskundige en artiest

### 2 augustus
- Gerrit Cornelis van der Willigen (79), Nederlands burgemeester

### 3 augustus
- Paul de Groot (87), Nederlands journalist, verzetsstrijder en politicus

### 4 augustus
- Willem Ruis (41), Nederlands televisiepresentator

### 5 augustus
- Ferenc Cziráki (72), Hongaars handbalspeler

### 6 augustus
- Emilio Fernández (82), Mexicaans regisseur en acteur
- Beppe Wolgers (57), Zweeds schrijver, componist, acteur en regisseur

### 9 augustus
- Toos Neger (75), Nederlandse beeldhouwster
- Eduardo del Pueyo (80), Spaans-Belgisch pianist
- Jef Scherens (77), Belgisch wielrenner

### 12 augustus
- Leo Vandekerckhove (92), Belgisch burgemeester en kunstenaar

### 13 augustus
- Adriaan Viruly (81), Nederlands schrijver

### 15 augustus
- Herman J. De Vleeschauwer (87), Belgisch filosoof
- Louis Péglion (80), Frans wielrenner

### 16 augustus
- John Hurley (45), Amerikaans zanger en songwriter

### 19 augustus
- Hugo Brouwer (73), Nederlands kunstenaar
- Jaap Burger (81), Nederlands advocaat, omroepbestuurder en politicus

### 21 augustus
- Aina Cederblom (89), Zweeds ontdekkingsreizigster, schrijfster en textielkunstenares

### 22 augustus
- Celal Bayar (103), Turks politicus
- Edward E. Montgomery (53), Amerikaans componist

### 23 augustus
- Charles Janssens (80), Belgische acteur en revueartiest
- Eduardo Quisumbing (90), Filipijns botanicus

### 24 augustus
- Joe Tarto (84), Amerikaans jazzmusicus

### 26 augustus
- Cas van Beek (72), Nederlands politicus
- Ted Knight (62), Amerikaans acteur
- Luc Schepens (49), Belgisch historicus

### 27 augustus
- Robbie Wijting (61), Nederlands militair

### 30 augustus
- Willy Dusarduijn (57), Nederlands politicus

### 31 augustus
- Urho Kekkonen (85), Fins politicus
- Henry Moore (88), Brits beeldhouwer

## September

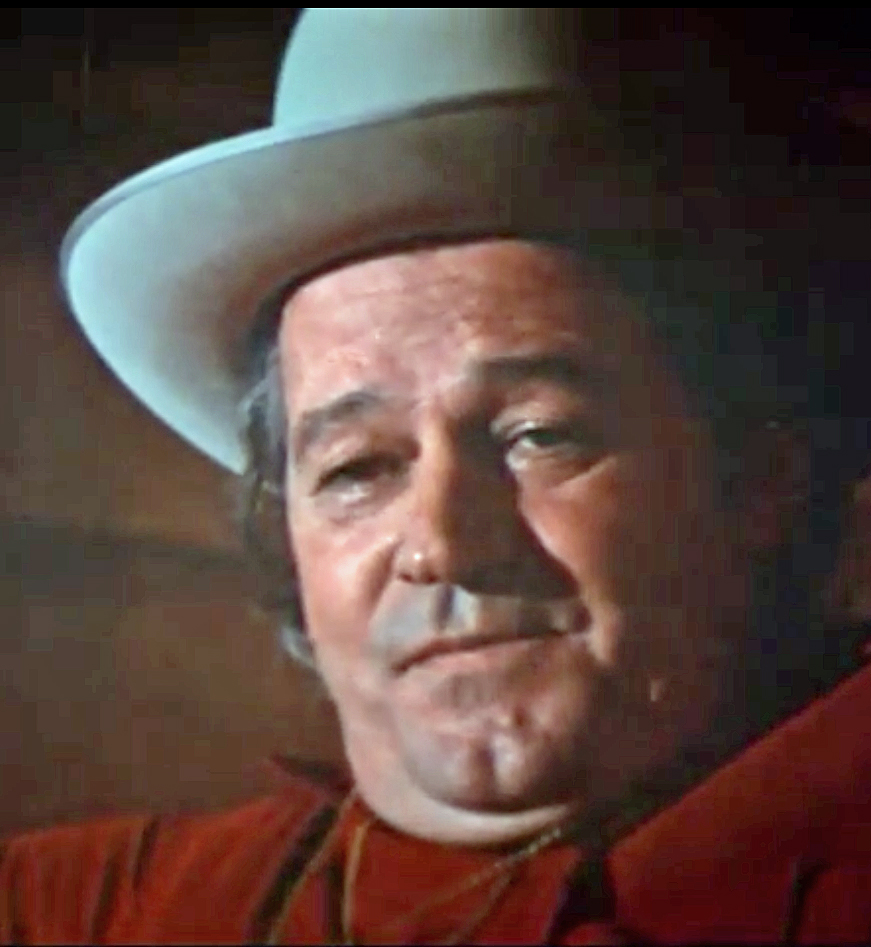
Murray Hamilton
1 september

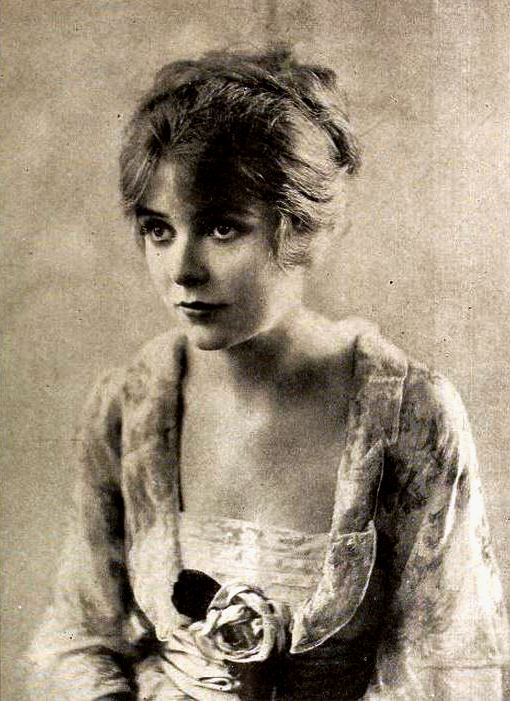
Blanche Sweet
6 september

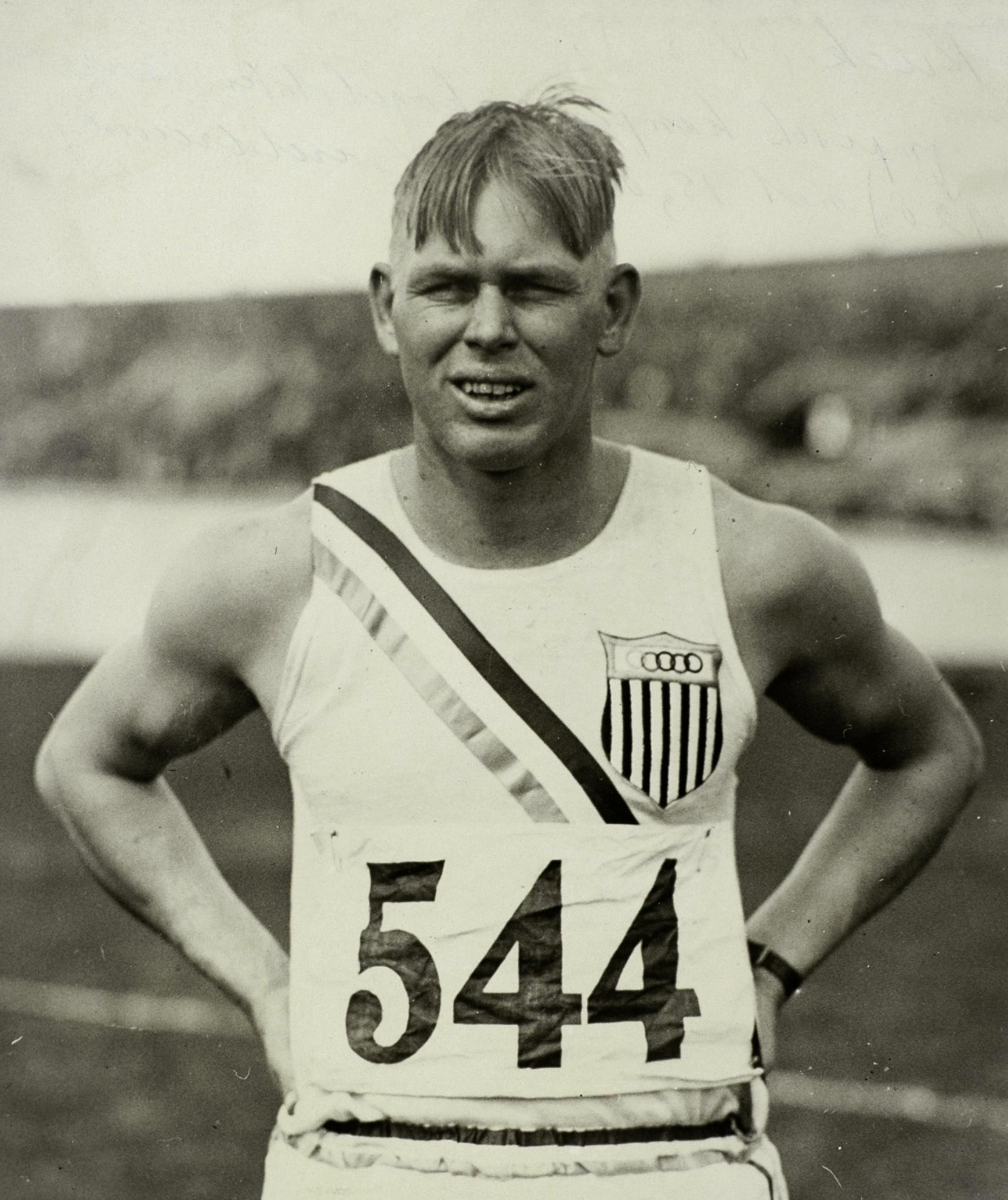
John Kuck
21 september

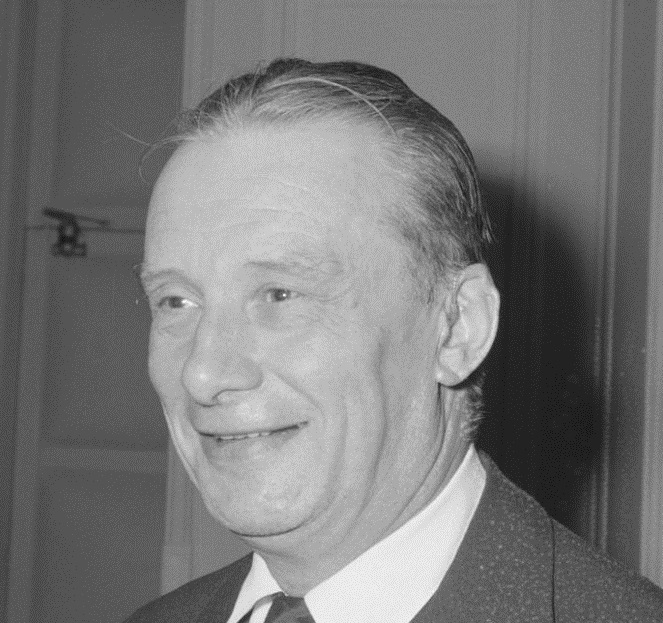
Pierre Wigny
21 september

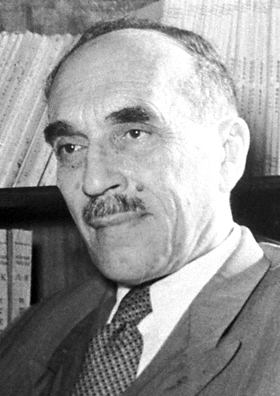
Nikolaj Semjonov
25 september

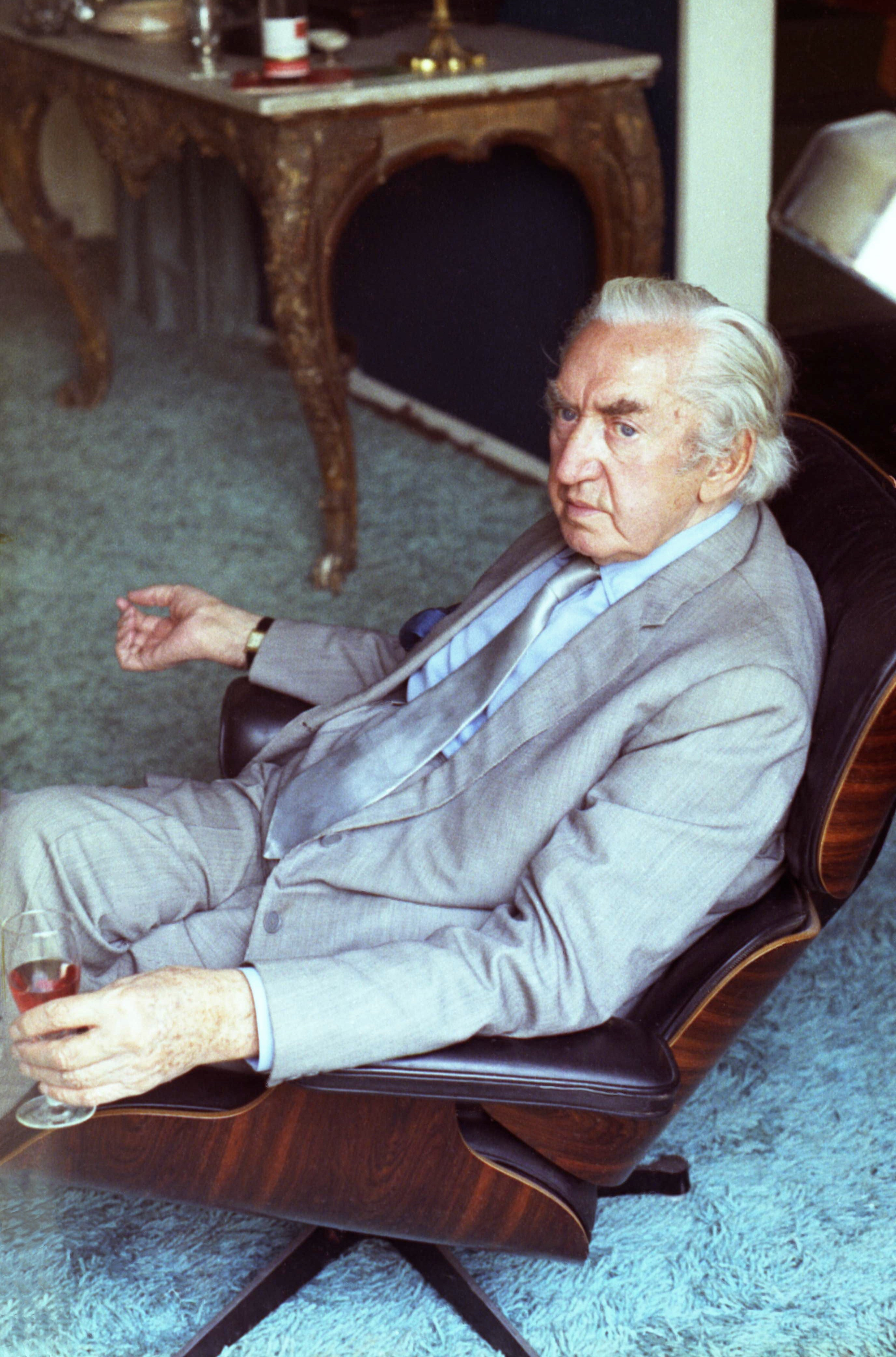
Brian Desmond Hurst
26 september

| 1 | 2 | 3 | 4 | 5 | 6 | 7 | 8 | 9 | 10 | 11 | 12 | 13 | 14 | 15 | 16 | 17 | 18 | 19 | 20 | 21 | 22 | 23 | 24 | 25 | 26 | 27 | 28 | 29 | 30 |
| - | - | - | - | - | - | - | - | - | -- | -- | -- | -- | -- | -- | -- | -- | -- | -- | -- | -- | -- | -- | -- | -- | -- | -- | -- | -- | -- |

### 1 september
- Murray Hamilton (63), Amerikaans acteur
- Hendrik Houwens Post (81), Nederlands taalkundige

### 2 september
- Billy Taylor (80), Amerikaans jazzmusicus

### 3 september
- Hendrik Valk (89), Nederlands kunstschilder

### 5 september
- Jan Kits sr. (84), Nederlands evangelist en omroepbestuurder

### 6 september
- Blanche Sweet (90), Amerikaans actrice

### 9 september
- August Van Nooten (85), Belgisch politicus

### 10 september
- Ronnie Shade (47), Brits golfspeler
- Andrej Zazrojev (60), Sovjet voetballer en trainer

### 11 september
- Panagiotis Kanellopoulos (83), Grieks politicus

### 12 september
- Jacques Henri Lartigue (92), Frans fotograaf en schilder

### 15 september
- Ramón Villaverde (56), Uruguayaans voetballer

### 16 september
- Ernst Pichler (78), Oostenrijks componist
- Luis Rivera González (85), Dominicaans componist

### 17 september
- Erich Bautz (73), Duits wielrenner
- Henrik Sjögren (87), Zweeds medicus

### 18 september
- Nico van der Laan (78), Nederlands architect

### 21 september
- John Kuck (81), Amerikaans atleet
- Pierre Wigny (81), Belgisch politicus

### 22 september
- Abdel-Kader Zaaf (69), Algerijns wielrenner

### 24 september
- Ben Sajet (99), Nederlands medicus en politicus

### 25 september
- Nikolaj Semjonov (90), Russisch scheikundige

### 26 september
- Brian Desmond Hurst (91), Iers filmregisseur
- André Maelbrancke (68), Belgisch wielrenner

### 27 september
- Cliff Burton (24), Amerikaans bassist van Metallica

### 29 september
- George Waldemar van Denemarken (66), Deense prins

### 30 september
- Jacques de Bresser (78), Nederlands kunstenaar

## Oktober

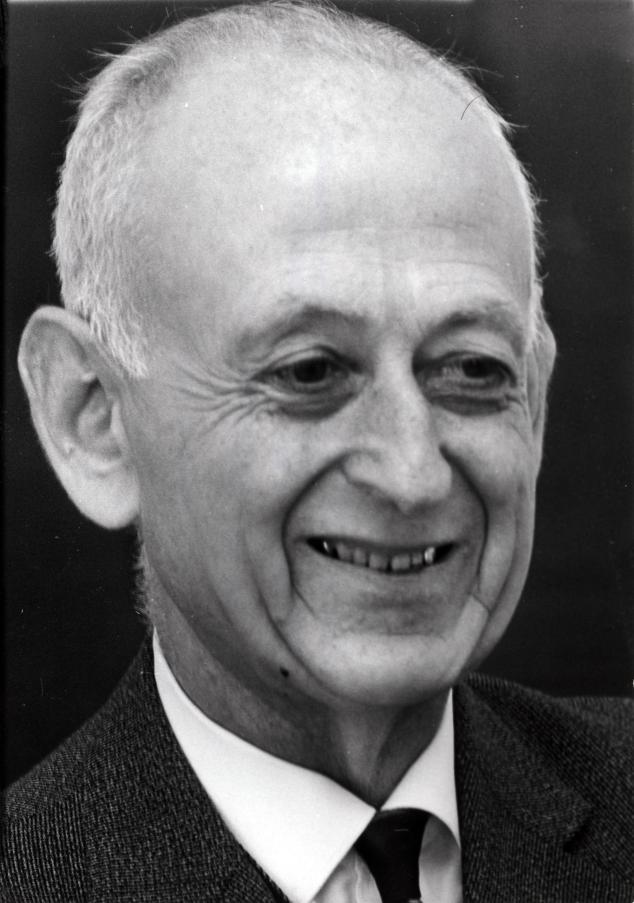
Piet Muntendam
4 oktober

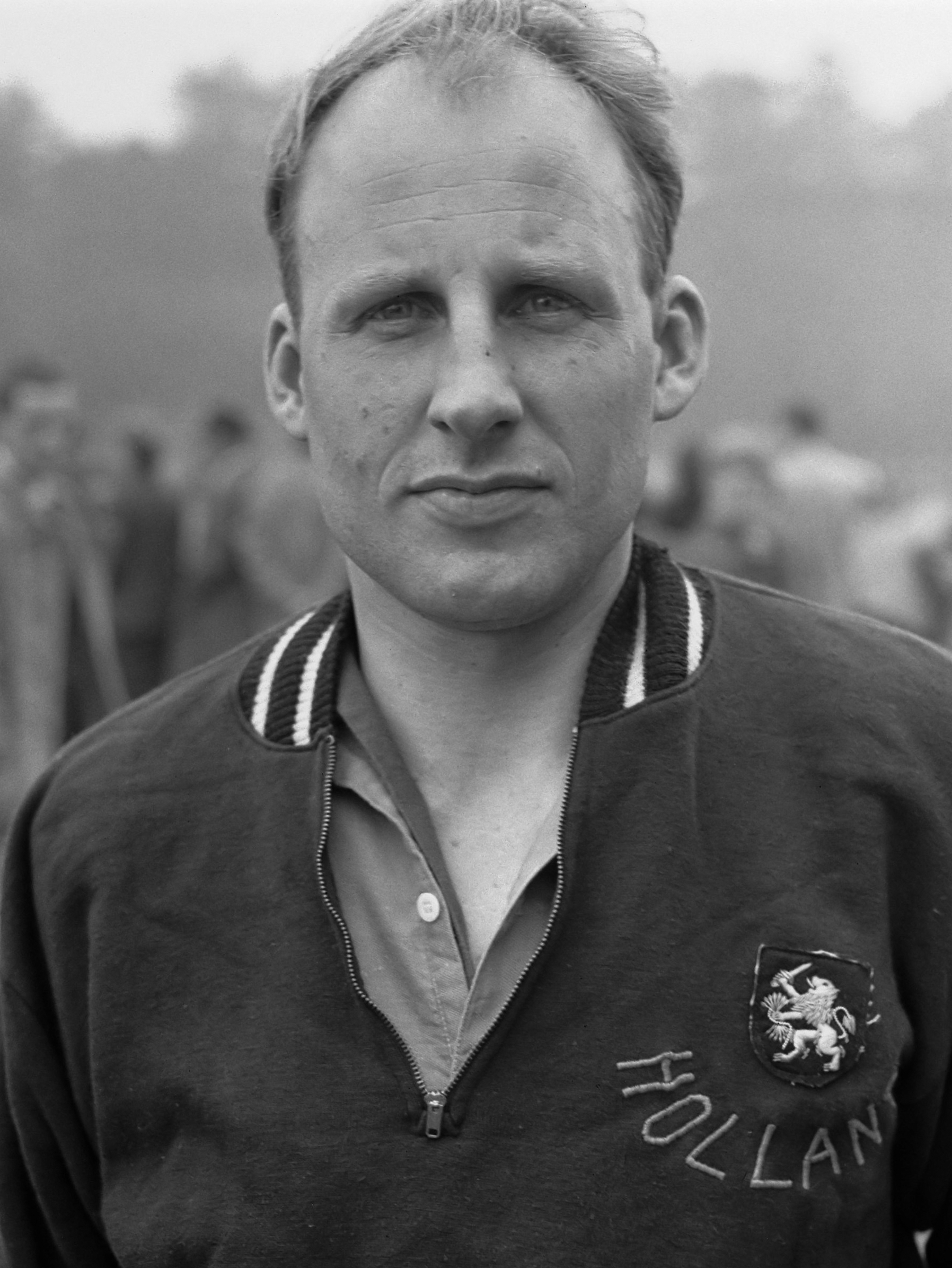
Han Drijver
10 oktober

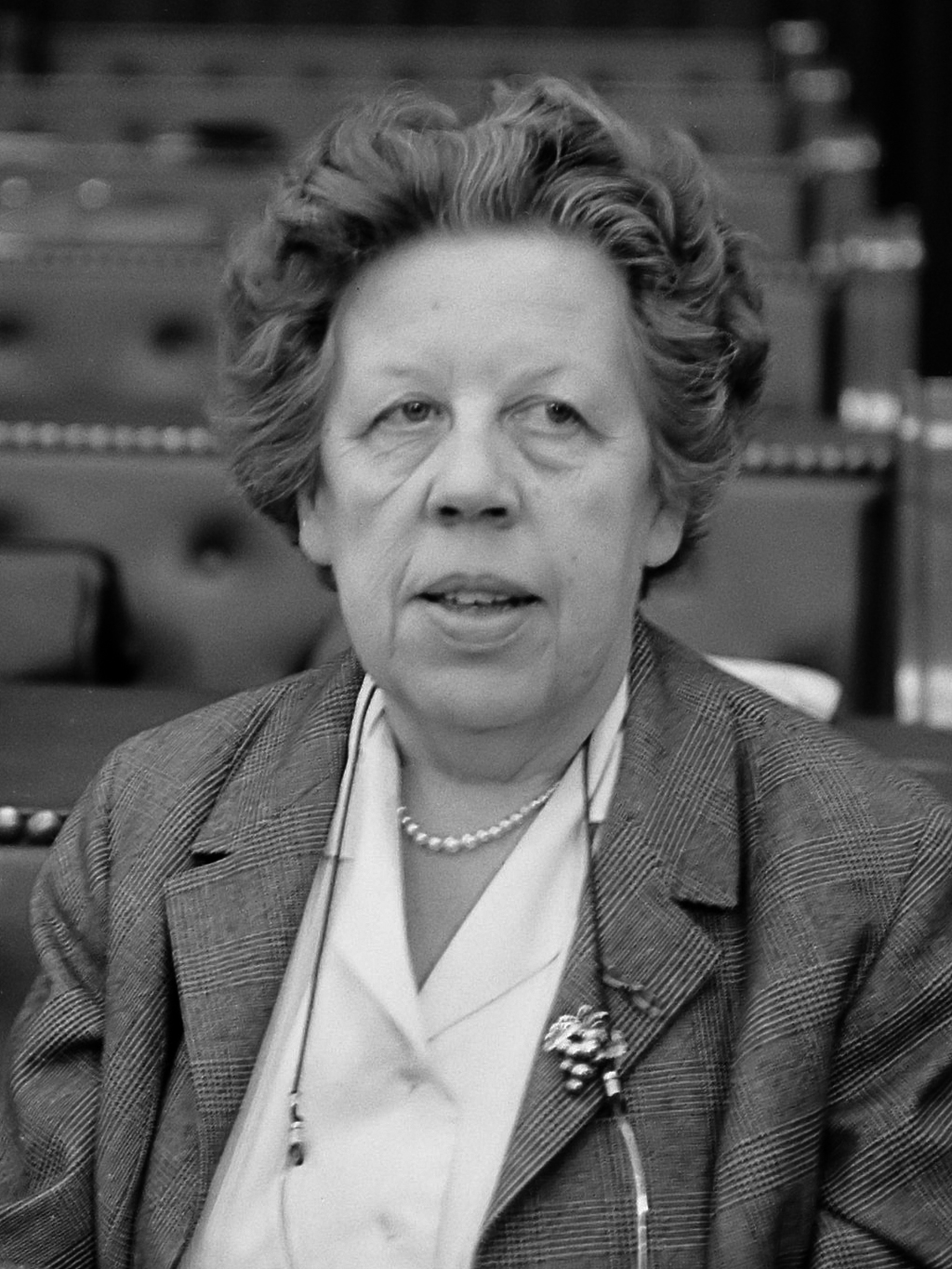
Christine Wttewaall van Stoetwegen
15 oktober

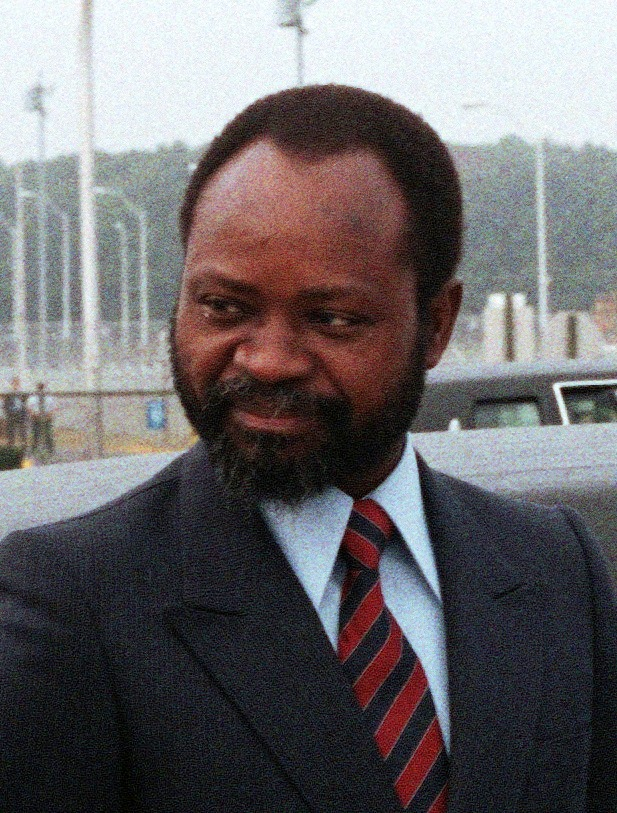
Samora Machel
19 oktober

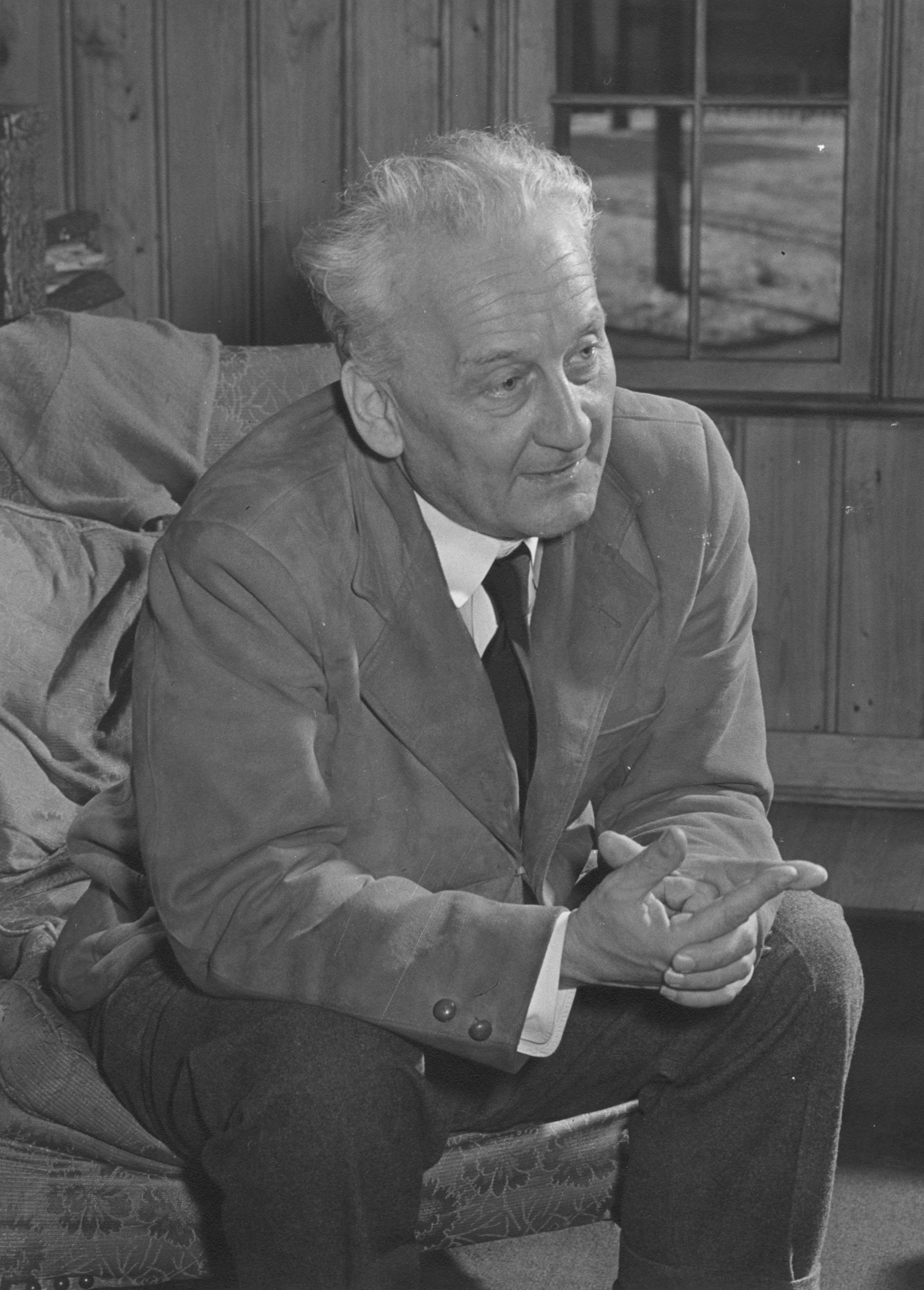
Albert Szent-Györgyi
22 oktober

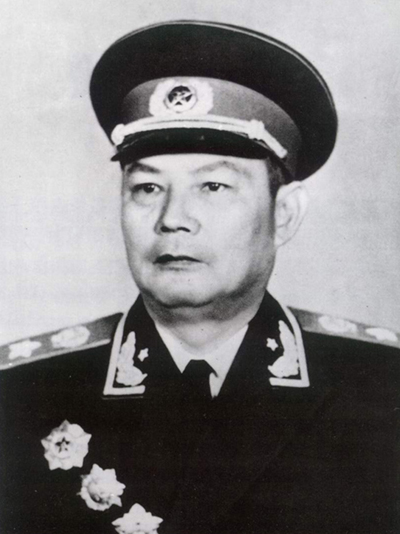
Ye Jianying
22 oktober

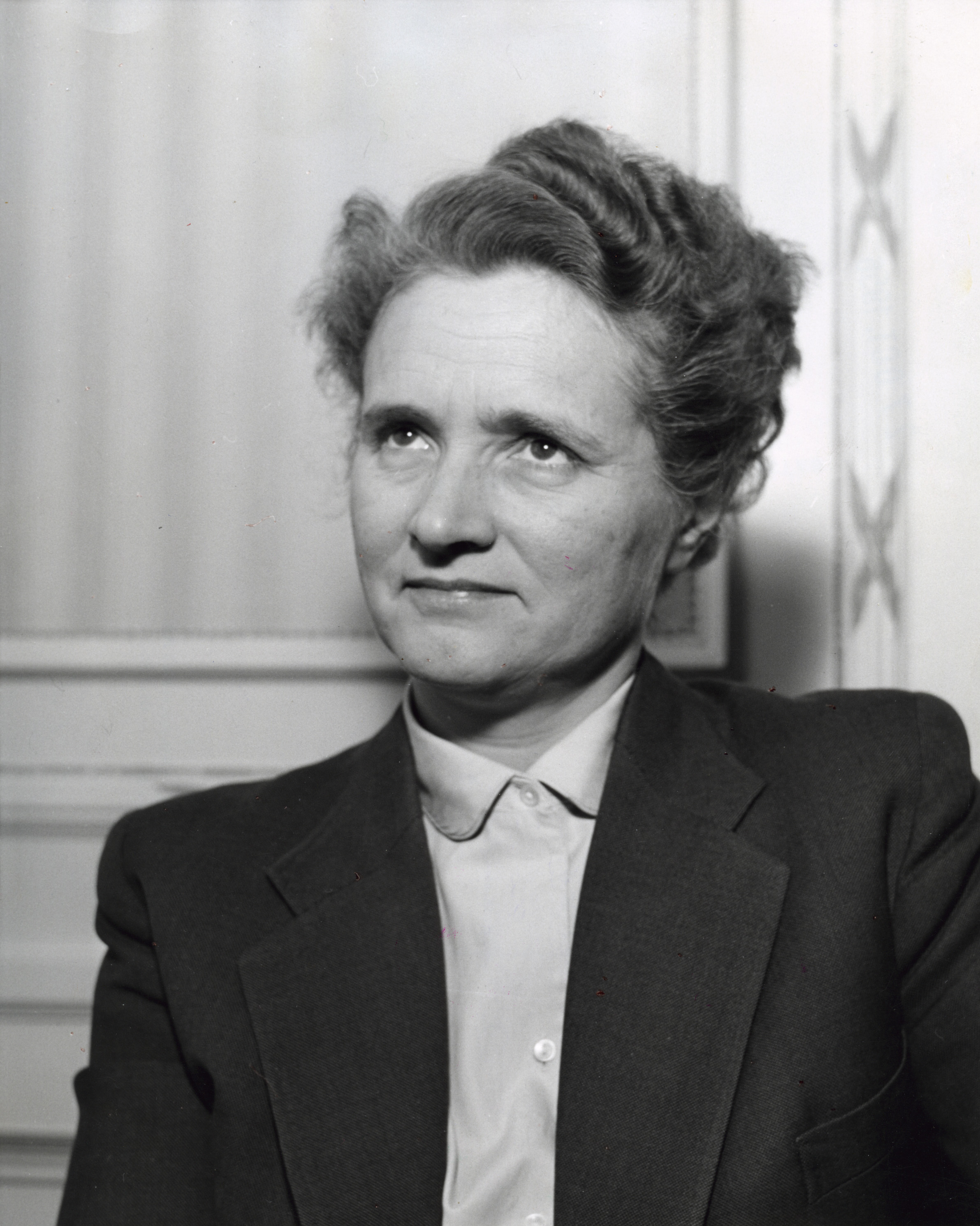
Marga Klompé
28 oktober

| 1 | 2 | 3 | 4 | 5 | 6 | 7 | 8 | 9 | 10 | 11 | 12 | 13 | 14 | 15 | 16 | 17 | 18 | 19 | 20 | 21 | 22 | 23 | 24 | 25 | 26 | 27 | 28 | 29 | 30 | 31 |
| - | - | - | - | - | - | - | - | - | -- | -- | -- | -- | -- | -- | -- | -- | -- | -- | -- | -- | -- | -- | -- | -- | -- | -- | -- | -- | -- | -- |

### 1 oktober
- Joe Giba (77), Amerikaans autocoureur
- Daan Monjé (60), Nederlands politiek activist

### 3 oktober
- Frans Wildiers (80), Belgisch activist en bestuurder

### 4 oktober
- J.A. Detmers (71), Nederlands burgemeester
- Arno von Lenski (93), Duits militair
- Martinus Leonardus Middelhoek (88), Nederlands kunstschilder
- Piet Muntendam (85), Nederlands medicus en politicus

### 5 oktober
- Jozef Van Overstraeten (90), Belgisch politiek activist
- James Hardy Wilkinson (67), Brits wiskundige en informaticus

### 7 oktober
- Cheryl Crawford (84), Amerikaans theaterregisseur
- Hubertus G. Hubbeling (60), Nederlands godsdienstfilosoof
- Candido Jacuzzi (83), Italiaans-Amerikaans uitvinder
- Jo Landheer (85), Nederlands dichteres

### 9 oktober
- Michael Baseleon (61), Amerikaans acteur
- Jos. Smits van Waesberghe (85), Nederlands musicoloog

### 10 oktober
- Gerold von Braunmühl (51), Duits diplomaat
- Han Drijver (59), Nederlands hockeyspeler
- Hilaire Lahaye (73), Belgisch politicus
- Michele Pellegrino (83), Italiaans kardinaal

### 11 oktober
- Georges Dumézil (88), Frans socioloog

### 13 oktober
- Hermann von Siemens (101), Duits industrieel

### 14 oktober
- Johan de Nobel (74), Nederlands musicus
- Keenan Wynn (70), Amerikaans acteur

### 15 oktober
- Jacqueline Roque (59), Frans schildermodel
- Christine Wttewaall van Stoetwegen (85), Nederlands politica

### 16 oktober
- Arthur Grumiaux (75), Belgisch violist en pianist
- Giovanni Invernizzi (60), Italiaans roeier
- Sandro Puppo (68), Italiaans voetballer en voetbalcoach
- Jolanda Margaretha van Savoye (85), Italiaans prinses

### 17 oktober
- René van Sambeek (31), Nederlands acteur
- René Thirifays (66), Belgisch voetballer
- Jan-Baptist Jozef Walgrave (75), Belgisch theoloog

### 19 oktober
- Samora Machel (53), president van Mozambique

### 20 oktober
- Fritz Hochwälder (75), Oostenrijks toneelschrijver

### 21 oktober
- Augusta Holtz (115), oudste persoon ter wereld
- Roger Lamers (62), Belgisch politicus

### 22 oktober
- Albert Szent-Györgyi (93), Hongaars arts en Nobelprijswinnaar
- Ye Jianying (89), Chinees militair en politicus

### 23 oktober
- Edward Adelbert Doisy (92), Amerikaans biochemicus en Nobelprijswinnaar
- Edgar Hark (78), Estisch geestelijke

### 26 oktober
- Jackson Scholz (89), Amerikaans atleet

### 27 oktober
- Louis Pierre Quarles van Ufford (59), Nederlands burgemeester

### 28 oktober
- John Braine (64), Brits schrijver
- Marga Klompé (74), Nederlands politica
- Otto Paul Koch (71), Nederlands zweefvlieger

### 29 oktober
- Ben Hermsen (64), Nederlands politicus
- Sem Presser (68), Nederlands fotograaf
- Osamu Shimizu (75), Japans componist

### 30 oktober
- Elisabeth Schwarzhaupt (85), Duits politica

### 31 oktober
- Rein Draijer (87), Nederlands kunstenaar en ontwerper
- Hendrik Hubert Frehen (69), Nederlands bisschop
- Robert Mulliken (90), Amerikaans natuurkundige
- Félicien Vervaecke (79), Belgisch wielrenner

## November

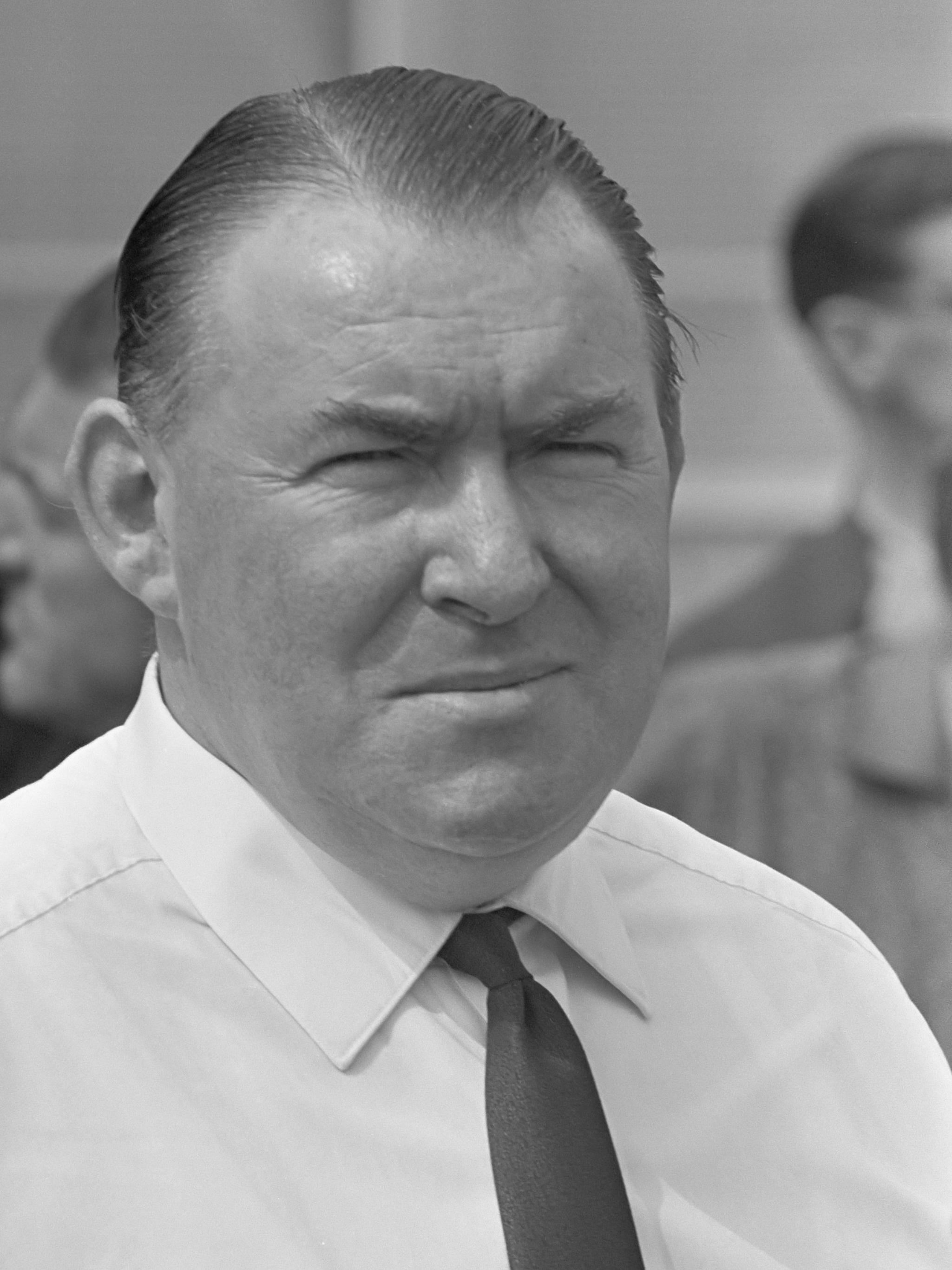
Joop Middelink
3 november

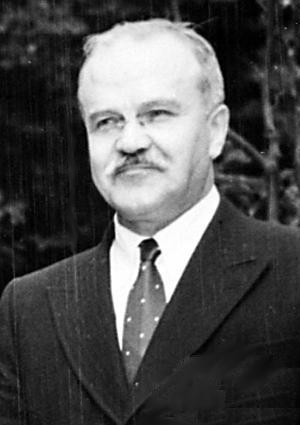
Vjatsjeslav Molotov
8 november

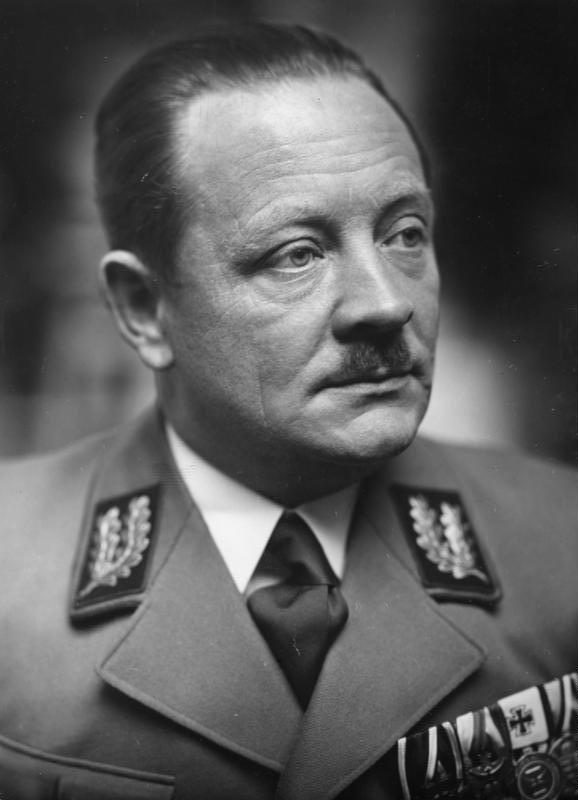
Erich Koch
12 november

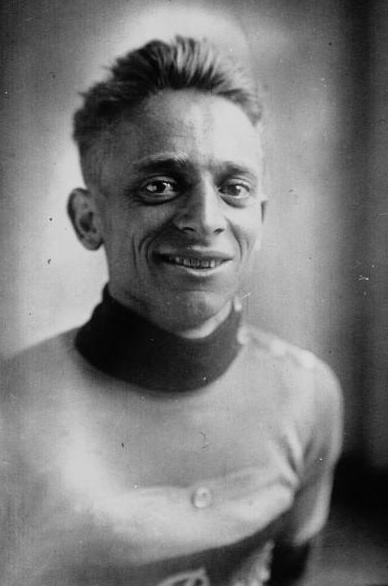
Michele Mara
18 november

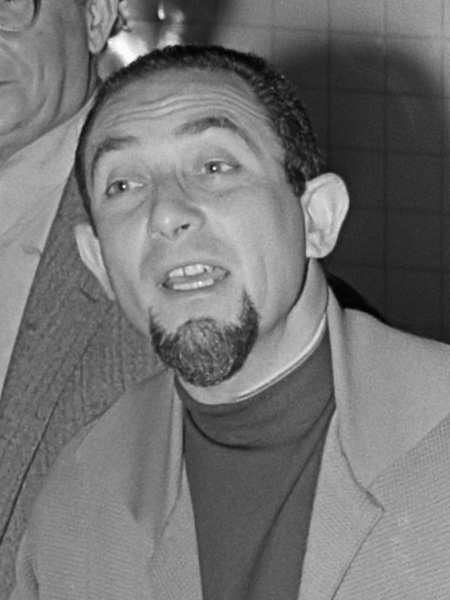
Dick Scheffer
24 november

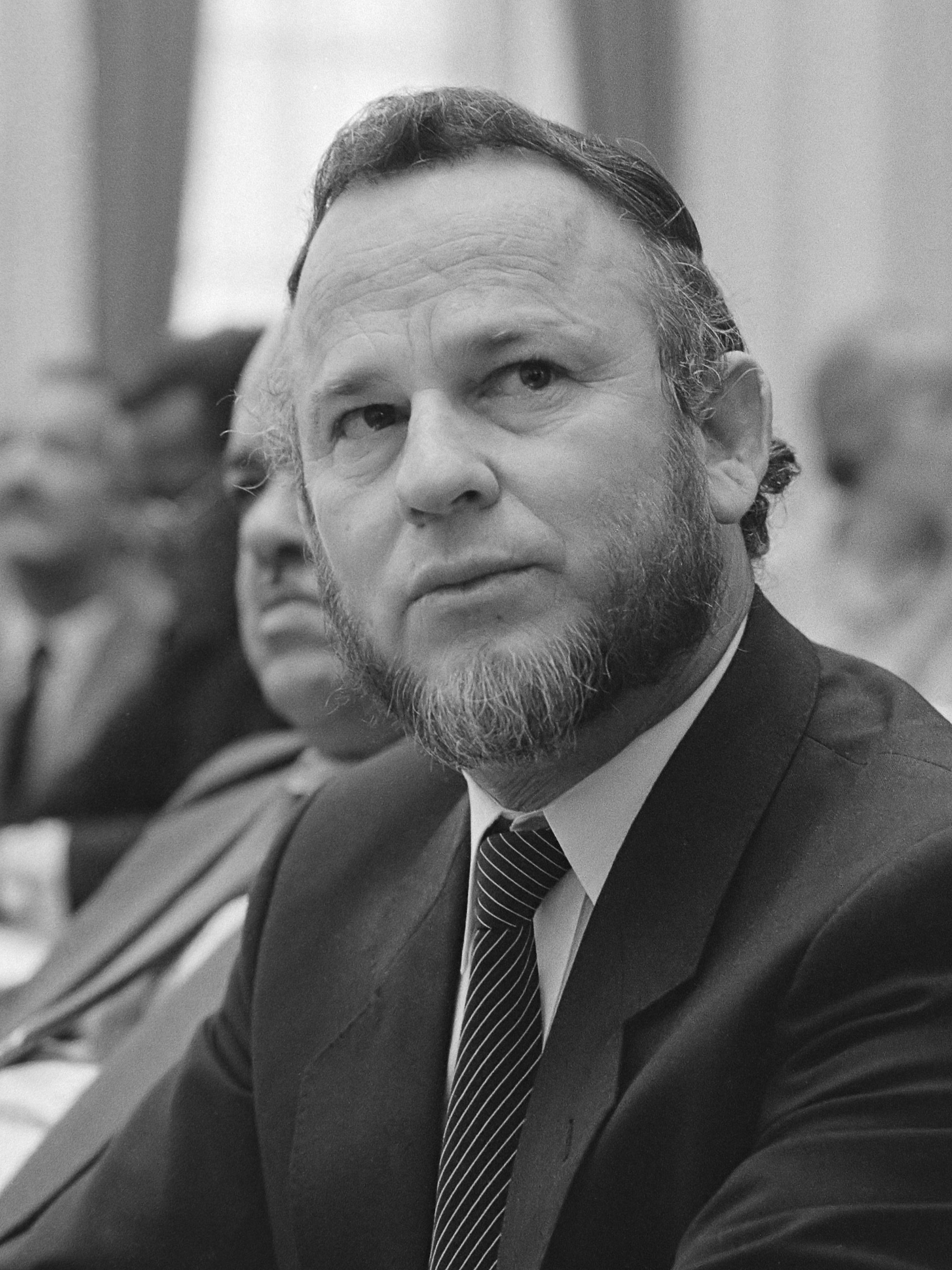
Betico Croes
26 november

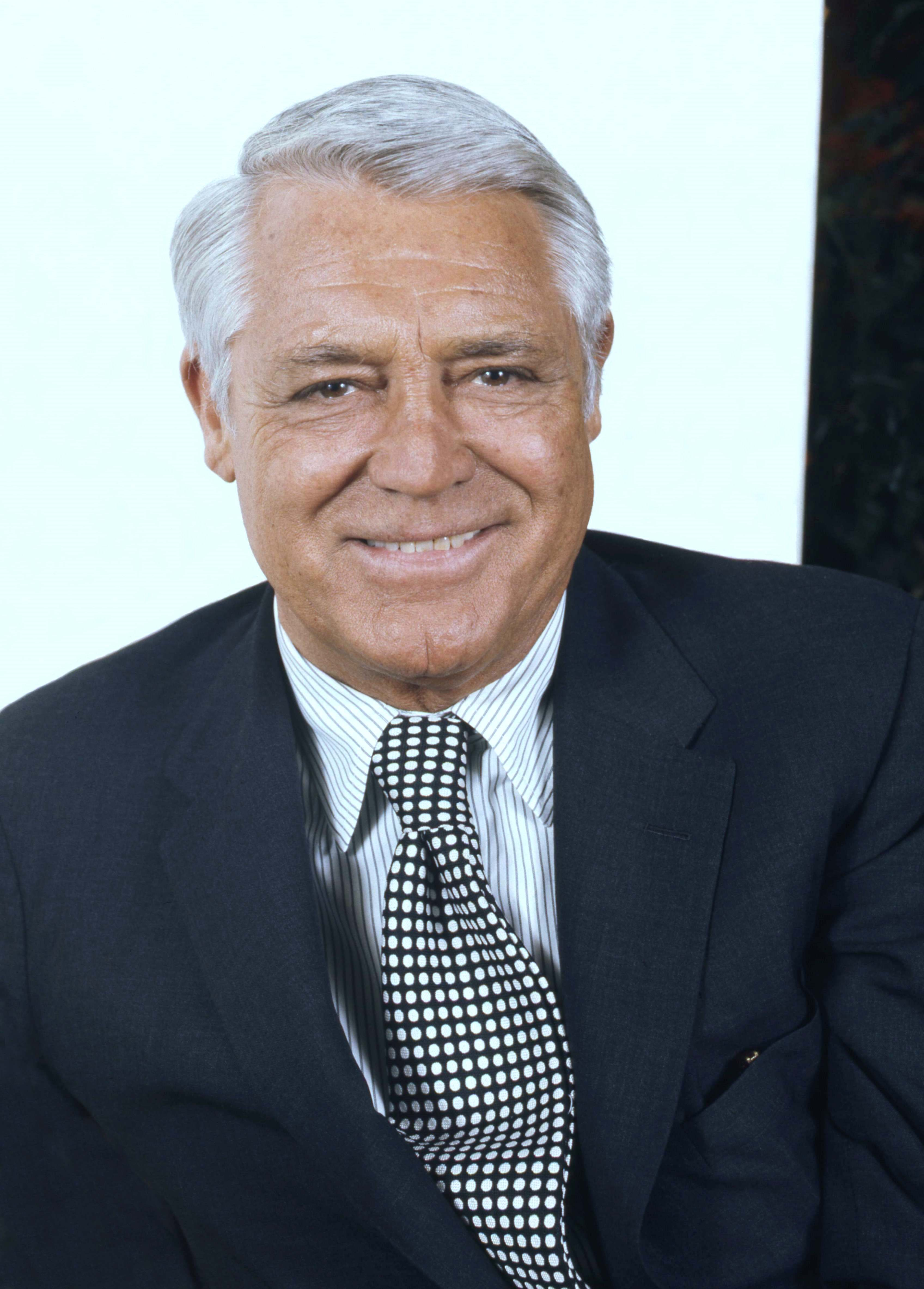
Cary Grant
30 november

| 1 | 2 | 3 | 4 | 5 | 6 | 7 | 8 | 9 | 10 | 11 | 12 | 13 | 14 | 15 | 16 | 17 | 18 | 19 | 20 | 21 | 22 | 23 | 24 | 25 | 26 | 27 | 28 | 29 | 30 |
| - | - | - | - | - | - | - | - | - | -- | -- | -- | -- | -- | -- | -- | -- | -- | -- | -- | -- | -- | -- | -- | -- | -- | -- | -- | -- | -- |

### 1 november
- Mieczysław Moczar (72), Pools militair en politicus
- Dignate Robbertz (77), Nederlands schrijfster
- Gregorio Zaide (79), Filipijns historicus

### 3 november
- Sekhonyana Nehemia Maseribane (78), Lesothaans politicus
- Joop Middelink (65), Nederlands wielrenner en wielercoach
- Ernst Poertgen (74), Duits voetballer

### 4 november
- Thorolf Rafto (64), Noors mensenrechtenactivist en econoom

### 5 november
- Adolf Brudes (87), Duits autocoureur

### 6 november
- Hugo de Groot (89), Nederlands dirigent en componist
- James Holmes (62), Nederlands dichter en vertaler
- Hans Linthorst Homan (83), Nederlands politicus en diplomaat

### 7 november
- Artur London (71), Tsjechisch-Frans verzetsstrijder en politicus

### 8 november
- Dolly Bouwmeester (73), Nederlands actrice
- Kees Kerdel (71), Nederlands skiër en sportbestuurder
- Vjatsjeslav Molotov (96) Russisch politicus

### 9 november
- Henry Russell (81), Amerikaans atleet

### 10 november
- Gordon Richards (82), Brits paardenjockey
- Rogelio de la Rosa (69), Filipijns acteur en politicus

### 12 november
- Erich Koch (90), Duits politicus

### 13 november
- Rolando Olalia (52), Filipijns vakbondsleider
- Rudolf Schock (71), Duits tenorzanger
- Vicente Trueba (80), Spaans wielrenner

### 14 november
- Roger Bastin (73), Belgisch architect
- Ferdinand Daučík (76), Slowaaks voetballer en voetbalcoach
- Erich Schelling (82), Duits architect

### 15 november
- Alexandre Tansman (89), Pools-Frans componist

### 16 november
- Hans Coumans (43), Nederlands kunstschilder
- Kurt Overhoff (84), Oostenrijks dirigent en componist

### 17 november
- Leen Buis (79), Nederlands wielrenner

### 18 november
- Lajos Bárdos (87), Hongaars componist
- Gia Marie Carangi (26), Amerikaans model
- Michele Mara (83), Italiaans wielrenner

### 19 november
- Wim Roosen (68), Nederlands voetballer, atleet en sportbestuurder

### 21 november
- Ricardo Olmos Canet (81), Spaans componist
- Alberto Romualdez sr. (71), Filipijns medicus
- Hannie Tutein Nolthenius (78), Nederlands kunstenares en hofdame

### 22 november
- Alfred Bertrand (73), Belgisch politicus
- Daan van Dijk (79), Nederlands baanwielrenner
- Dirk Janssen (105), Nederlands gymnast

### 24 november
- Daniël Grosheide (73), Nederlands bibliothecaris
- Dick Scheffer (57), Nederlands acteur

### 25 november
- Gabdoelchaj Achatov (59), Russisch taalkundige

### 26 november
- Betico Croes (48), Arubaans politicus
- Mary Welsh (78), Amerikaans journalist

### 27 november
- Géza von Radványi (78), Hongaars filmregisseur
- Steve Tracy (34), Amerikaans acteur

### 28 november
- Archibald Currie (98), Surinaams politicus

### 29 november
- Cary Grant (82), Amerikaans filmacteur

### 30 november
- Emil Jónsson (84), IJslands politicus

## December

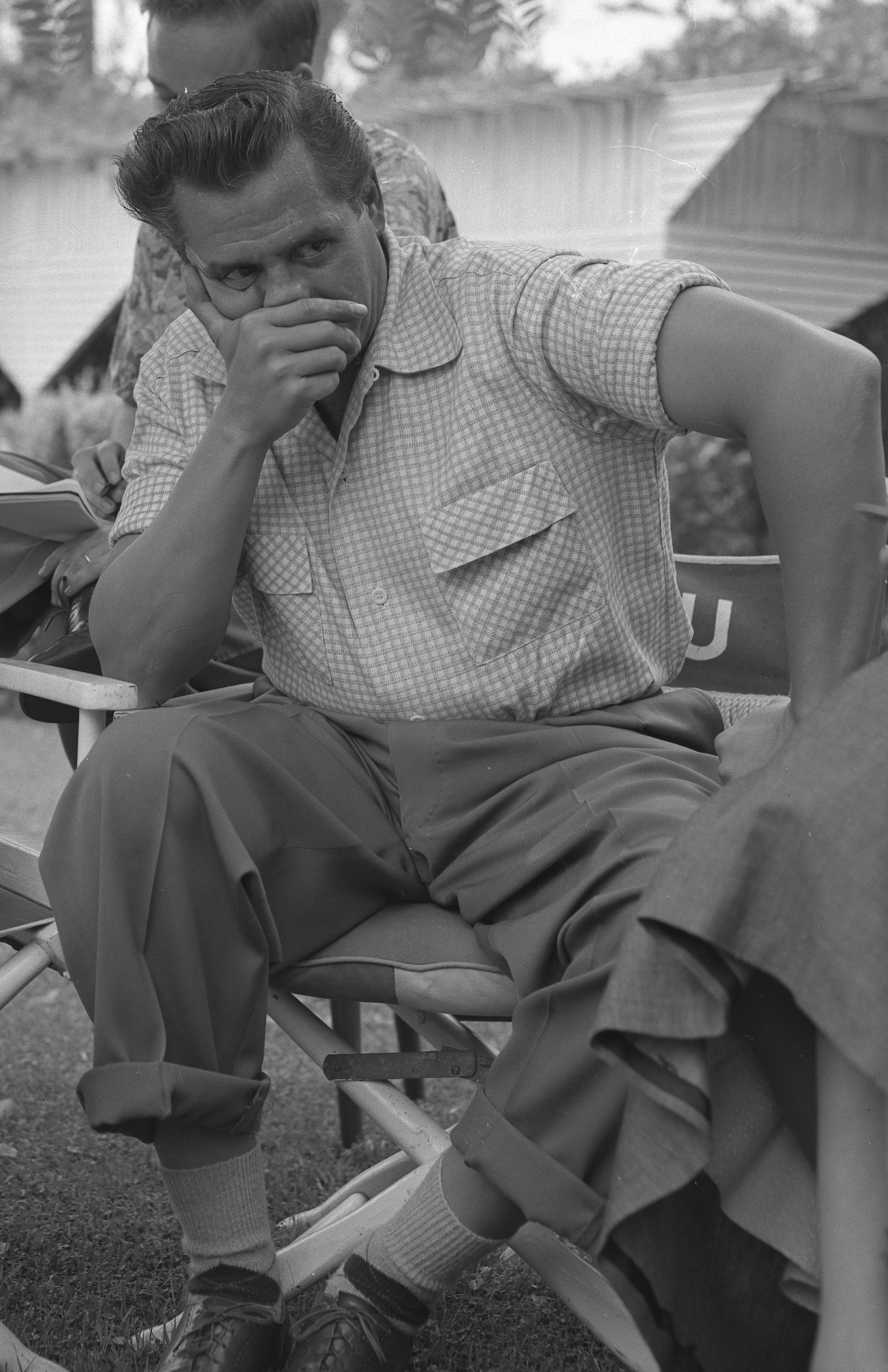
Desi Arnaz
2 december

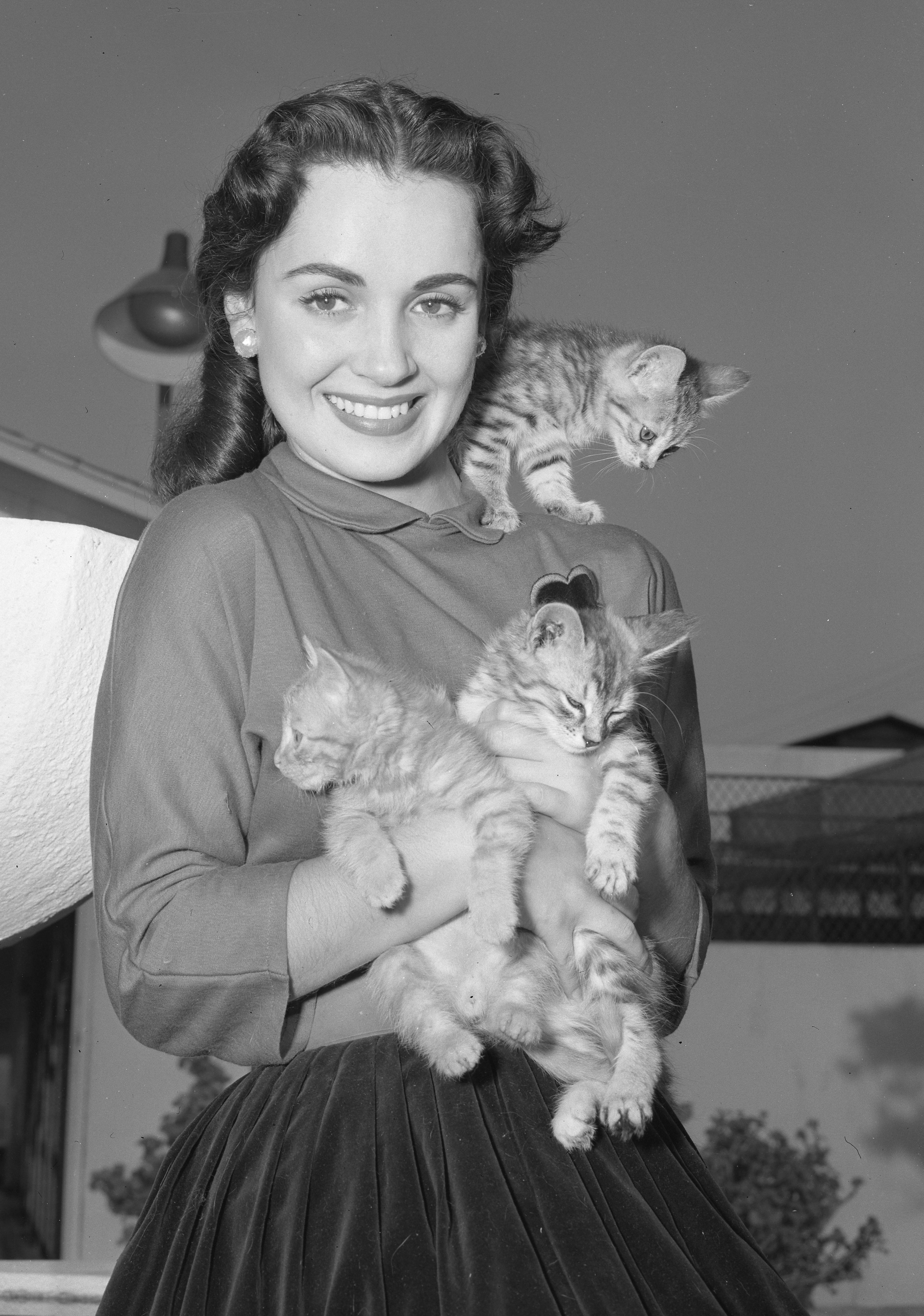
Susan Cabot
10 december

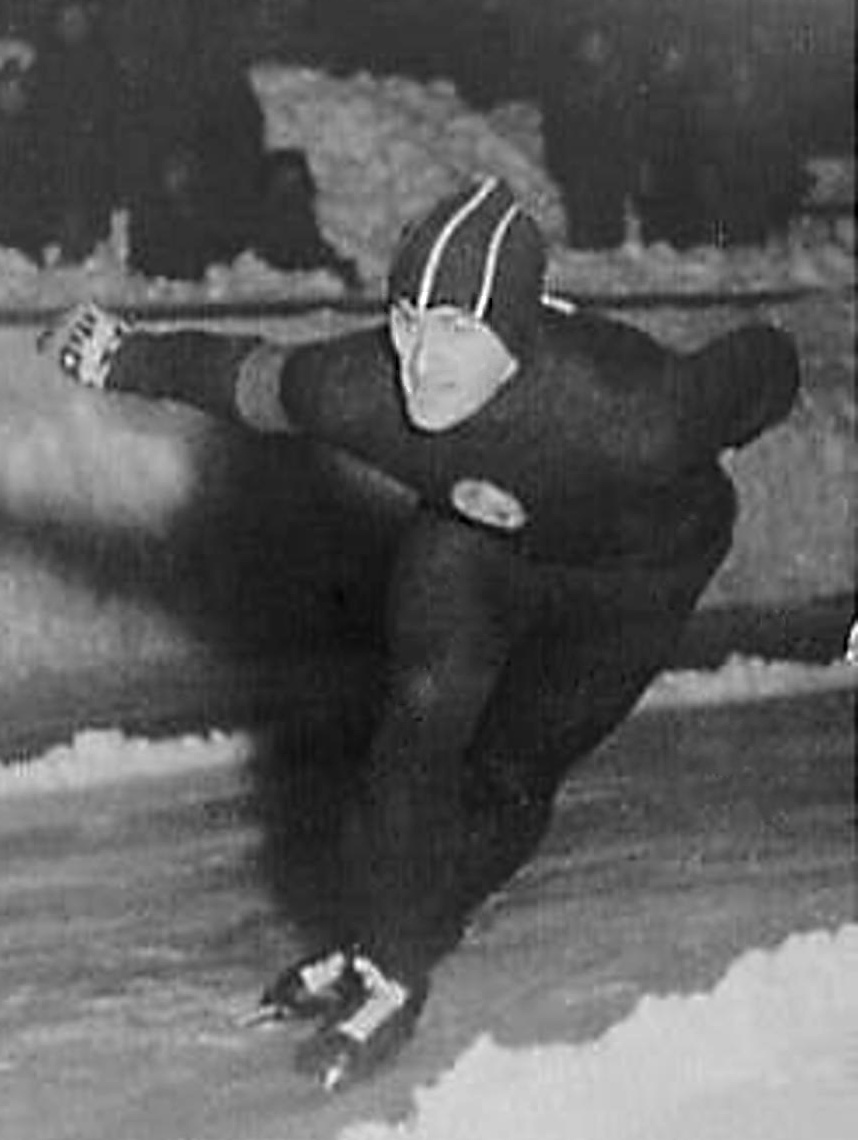
Oleg Gontsjarenko
16 december

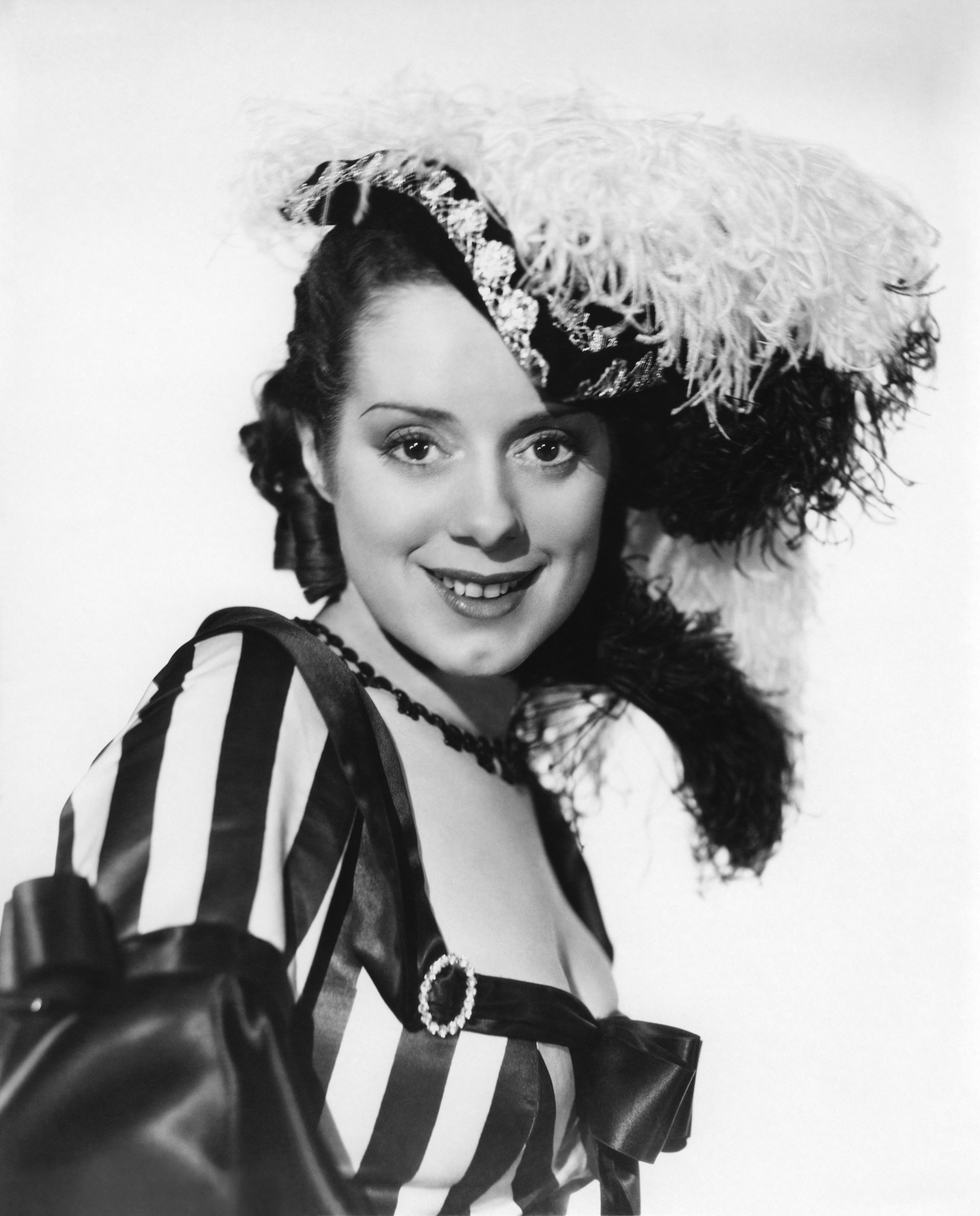
Elsa Lanchester
26 december

| 1 | 2 | 3 | 4 | 5 | 6 | 7 | 8 | 9 | 10 | 11 | 12 | 13 | 14 | 15 | 16 | 17 | 18 | 19 | 20 | 21 | 22 | 23 | 24 | 25 | 26 | 27 | 28 | 29 | 30 | 31 |
| - | - | - | - | - | - | - | - | - | -- | -- | -- | -- | -- | -- | -- | -- | -- | -- | -- | -- | -- | -- | -- | -- | -- | -- | -- | -- | -- | -- |

### 1 december
- Lee Dorsey (62), Amerikaans zanger

### 2 december
- Desi Arnaz (69), Cubaans-Amerikaans musicus en acteur

### 5 december
- Elize Grendel (86), Nederlands historicus
- Jim King (33), Amerikaans pornoacteur

### 8 december
- Anatoli Martsjenko (48), Russisch dissident

### 10 december
- Susan Cabot (59), Amerikaans actrice

### 13 december
- Jan van der Ploeg (70), Nederlands politicus

### 14 december
- Romain De Saegher (79), Belgisch kunstschilder

### 15 december
- Serge Lifar (82), Frans-Russisch balletdanser en choreograaf

### 16 december
- Oleg Gontsjarenko (55), Russisch schaatser
- Marcel Quinet (71), Belgisch componist en musicus

### 17 december
- Guillermo Cano Isaza (61), Colombiaans journalist
- Jan Rietveld (67), Nederlands architect

### 18 december
- Kaeso Fabius (78), Nederlands burgemeester
- Kees Kelfkens (67), Nederlands illustrator
- Jules Migeot (88), Belgisch atleet
- Arsène Uselding (86), Belgisch politicus

### 19 december
- Virginia C. Andrews (63), Amerikaans schrijfster
- Frank Sels (44), Belgisch stripauteur

### 21 december
- Willy Coppens de Houthulst (94), Belgisch vliegenier en diplomaat

### 23 december
- Willem Hofhuizen (71), Nederlands kunstschilder

### 24 december
- Richard Woolley (80), Brits astronoom

### 26 december
- Elsa Lanchester (84), Amerikaans actrice

### 27 december
- Lars-Erik Larsson (78), Zweeds componist

### 28 december
- Nel Bradley (55), Surinaams journalist
- Jan Nieuwenhuys (64), Nederlands kunstschilder
- Louis Van Lint (77), Belgisch kunstschilder

### 29 december
- Lothar Bolz (83), Oost-Duits politicus
- Leslie Dwyer (80), Brits acteur
- Harold Macmillan (92), Brits politicus; premier 1957-1963
- Pietro Parente (95), Italiaans kardinaal
- Andrej Tarkovski (54), Russisch cineast

### 30 december
- Arent Ronda (64), Nederlands kunstschilder

### 31 december
- Piero Chiara (73), Italiaans schrijver
- Lester Albert Trimble (63), Amerikaans componist

## Datum onbekend
- André Bogaert (66), Belgisch kunstenaar (overleden in oktober)
- Bea Booze (74), Amerikaans zangeres (overleden in november)
- Johnny Messner (76), Amerikaans jazzmusicus (overleden in januari)
- Edward Peter (84), Brits waterpolospeler en zwemmer (overleden in september)
- Morris White (75), Amerikaans jazzmusicus (overleden in november)

1900 ·
1901 ·
1902 ·
1903 ·
1904 ·
1905 ·
1906 ·
1907 ·
1908 ·
1909 ·
1910 ·
1911 ·
1912 ·
1913 ·
1914 ·
1915 ·
1916 ·
1917 ·
1918 ·
1919 ·
1920 ·
1921 ·
1922 ·
1923 ·
1924 ·
1925 ·
1926 ·
1927 ·
1928 ·
1929 ·
1930 ·
1931 ·
1932 ·
1933 ·
1934 ·
1935 ·
1936 ·
1937 ·
1938 ·
1939 ·
1940 ·
1941 ·
1942 ·
1943 ·
1944 ·
1945 ·
1946 ·
1947 ·
1948 ·
1949 ·
1950 ·
1951 ·
1952 ·
1953 ·
1954 ·
1955 ·
1956 ·
1957 ·
1958 ·
1959 ·
1960 ·
1961 ·
1962 ·
1963 ·
1964 ·
1965 ·
1966 ·
1967 ·
1968 ·
1969 ·
1970 ·
1971 ·
1972 ·
1973 ·
1974 ·
1975 ·
1976 ·
1977 ·
1978 ·
1979 ·
1980 ·
1981 ·
1982 ·
1983 ·
1984 ·
1985 ·
1986 ·
1987 ·
1988 ·
1989 ·
1990 ·
1991 ·
1992 ·
1993 ·
1994 ·
1995 ·
1996 ·
1997 ·
1998 ·
1999 ·
2000 ·
2001 ·
2002 ·
2003 ·
2004 ·
2005 ·
2006 ·
2007 ·
2008 ·
2009 ·
2010 ·
2011 ·
2012 ·
2013 ·
2014 ·
2015 ·
2016 ·
2017 ·
2018 ·
2019 ·
2020 ·
2021 ·
2022 ·
2023 ·
2024 ·
2025